# Paderborner Osterlauf
Der Paderborner Osterlauf ist der älteste bestehende deutsche Volks- und Straßenlauf. Er findet jährlich am Osterwochenende in Paderborn statt und wurde erstmals 1947 veranstaltet. Die Hauptläufe gehen über 10 km und die Halbmarathon-Distanz, daneben gibt es einen 5-km-Lauf und Wettbewerbe für Inlineskater, Handbiker und Walker bzw. Nordic Walker. Im Jahr 2025 wurden die Deutsche Meisterschaft im Halbmarathon im Rahmen des Paderborner Osterlaufes ausgetragen.

## Strecke
Der Start und das Ziel aller Wettbewerbe befinden sich auf dem Heierswall direkt neben dem Sportzentrum Maspernplatz. Die Strecke kann dabei durch eine Unterführung unterquert werden. Vor dem Start werden die Eliteläufer direkt vor der Startlinie aufgestellt, während das Hauptfeld wenige hundert Meter vor den Eliteläufern in Startblöcke eingeteilt werden. Kurz vor dem Start wird das Hauptfeld zum Start vorgelassen, damit sie sich direkt hinter den Eliteläufer aufstellen.
Kurz nach dem Start biegen die Läufer auf die Hillebrandstraße ein, wo es dann später nach links auf den Tegelweg abbiegen. Dort passieren die Läufer das ehemalige Verwaltungsgebäude der Paderborner Elektrizitätswerke und Straßenbahn AG. Im weiteren Verlauf erreichen die Läufer die Nordstraße. An der Kreuzung zum Dr.-Rörig-Damm biegen die Läufer des 10-km-Laufes und des Halbmarathons rechts ab, während die Läufer des 5-km-Laufes geradeaus weiter über den Löffelmannweg laufen.

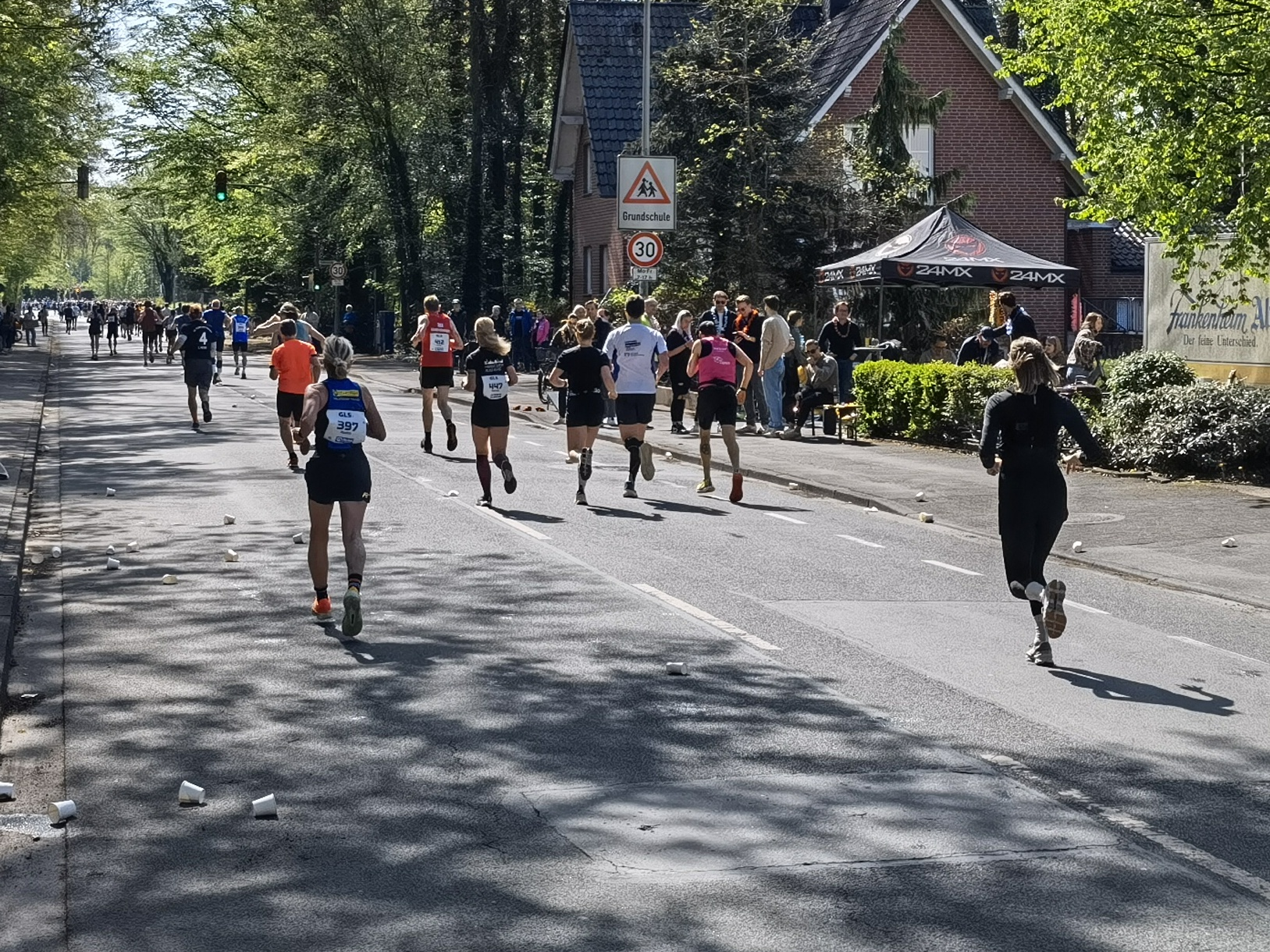
Läufer auf der Strecke

Die Läufer des 10-km-Laufes und des Halbmarathons laufen dann einen zusätzlichen Abschnitt über den Rotheweg, den Schwabenweg bis zum Ingolstädter Weg. An dieser Stelle laufen die Teilnehmer des Halbmarathons eine Extraschleife über den Schleswiger Weg und den Borkumer Weg, während die Teilnehmer des 10-km-Laufes direkt in den Bayernweg abbiegen. Später erreichen die Läufer wieder den Dr-Rörig-Damm, wo sie die Pfarrkirche St. Bonifatius passieren.
Wenn die Läufer den Löffelmannweg erreichen, passieren sie den Schützenplatz, auf dem jedes Jahr im September die OWL Challenge, ein internationales Reitturnier stattfindet. An der Kreuzung zum Fürstenweg biegen die Läufer rechts ab, wobei die Teilnehmer des 5-km-Laufes eine Schleife und die Teilnehmer des 10-km-Laufes und des Halbmarathons zwei Schleifen laufen. Auf der Fürstenallee passieren die Teilnehmer das Heinz Nixdorf MuseumsForum und das Fraunhofer-Institut für Entwurfstechnik Mechatronik, welche Teil der Zukunfstmeile in Paderborn sind.
Während die Teilnehmer weiter über den Fürstenweg laufen, passieren sie das Westfalen-Kolleg, um dann nach links auf den Rolandsweg einzubiegen. Vom Rolandsweg aus biegen die Läufer in die Straße Am Bischhofsteich ein, wo sie das Helene-Weber-Berufskolleg passieren. Einige hundert Meter weiter erreichen die Läufer des 5-km-Laufes und des 10-km-Laufes das Ziel, während die Teilnehmer des Halbmarathons die Strecke ein zweites Mal laufen müssen, bevor sie in das Ziel einlaufen dürfen.

## Geschichte
Der erste Lauf wurde 1947 über eine Distanz von 3,35 km vom SC Grün-Weiß Paderborn ausgetragen. In den ersten Jahren variierten die Streckenlängen; von 1961 bis 1992 wurde eine Distanz von 25 km absolviert. Seit 1974 gehört zum Programm auch ein 10-km-Lauf, seit 1975 starten Frauen auf der langen Strecke.
1993 ersetzte man die 25-km-Strecke durch einen Halbmarathon. Seit 1995 erfolgt die Zeitmessung per ChampionChip.
2013 erreichte der Paderborner Osterlauf mit 9561 Teilnehmern einen neuen Rekord. Wegen des großen Zuspruchs führten die Organisatoren des Paderborner Osterlaufs 2014 erstmals eine Teilnehmerbeschränkung auf der 10-Kilometer-Strecke ein.
2014 wurde unter anderem beim Paderborner Osterlauf der Dokumentarfilm The Long Distance gedreht.

## Wettbewerbe
Die Hauptläufe gehen über 10 km und die Halbmarathon-Distanz, daneben gibt es einen 5-km-Lauf und Wettbewerbe für Inlineskater, Handbiker und Walker bzw. Nordic Walker.

### 10 km
Streckenrekorde
- Männer: 27:18 min, Benard Kimeli (KEN), 2017
- Frauen: 30:29 min, Tsigie Gebreselama (ETH), 2023

Von 1993 bis 2017 hielt der Deutsche Carsten Eich den Streckenrekord bei den Männern mit 27:47 min.

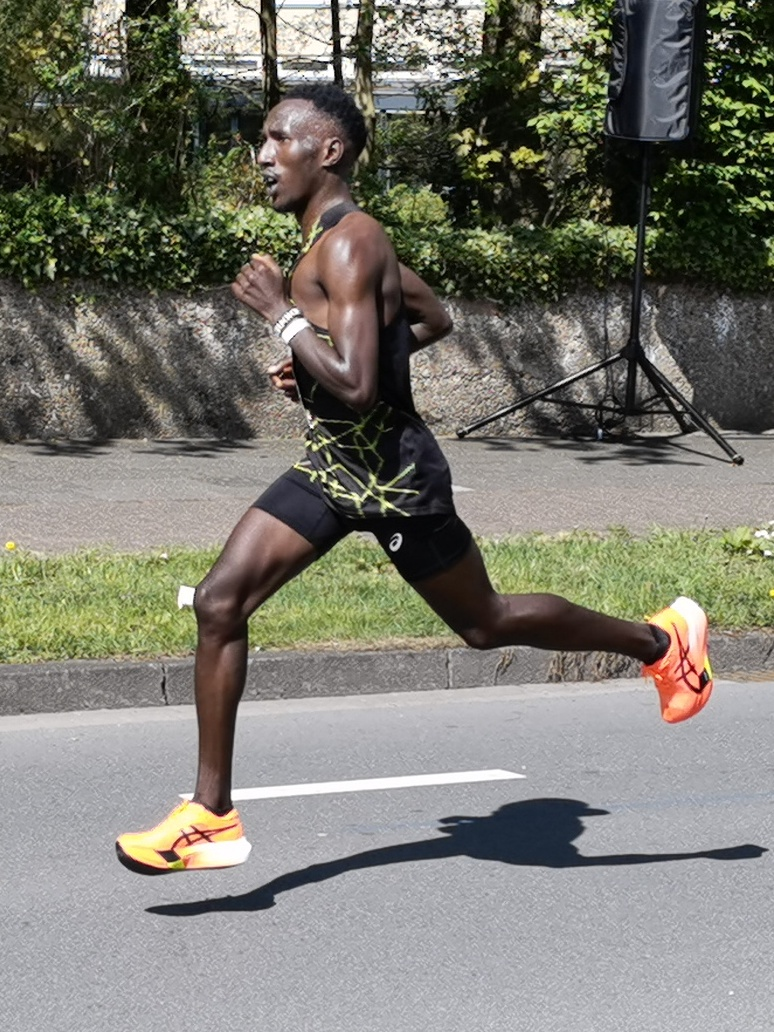
Michael Kiplagat Moiben der Sieger des Osterlaufes 2025

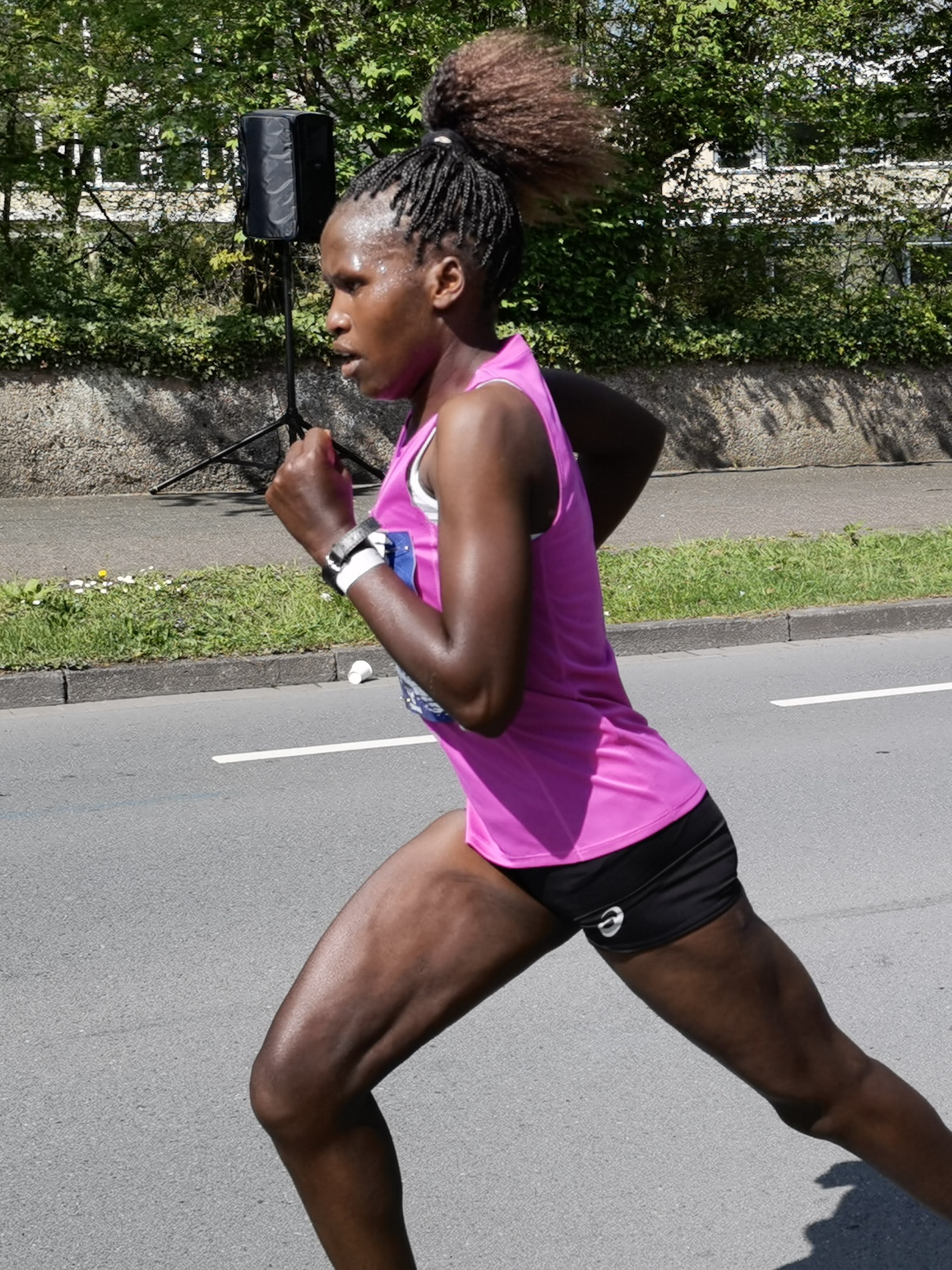
Rency Jepngetich Kogo die Siegerin des Osterlaufes 2025

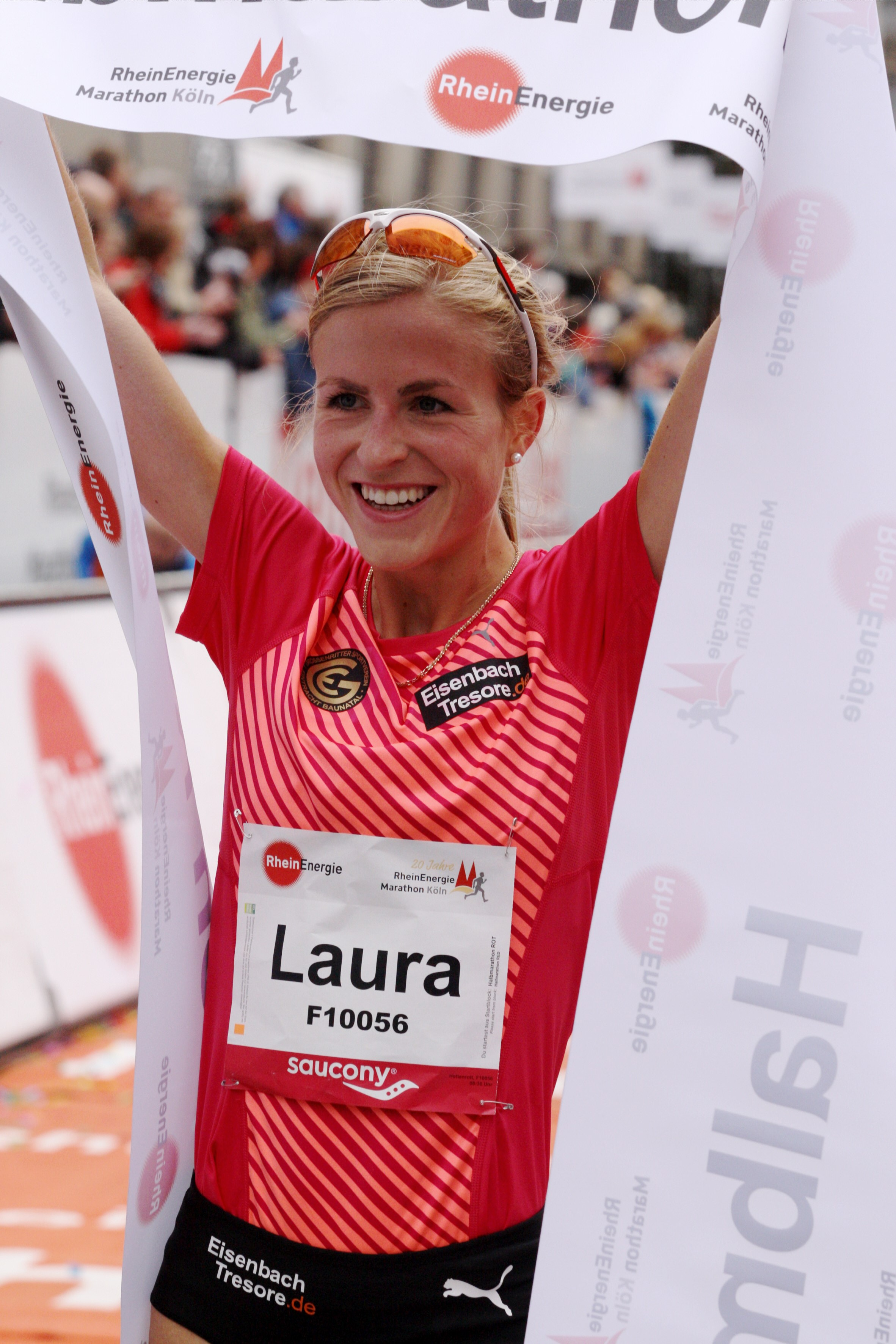
Laura Hottenrott die schnellste Deutsche beim Osterlauf 2025

Siegerliste
| Jahr | Männer                               | Zeit                                 | Frauen                               | Zeit                                 |
| ---- | ------------------------------------ | ------------------------------------ | ------------------------------------ | ------------------------------------ |
| 2025 | Michael Kiplagat Moiben              | 28:07                                | Rency Jepngetich Kogo                | 31:56                                |
| 2024 | Robert Kiprop Koech                  | 27:54                                | Purity Kajuju Gitonga                | 30:57                                |
| 2023 | Geofry Toroitich Kipchumba           | 27:51                                | Tsigie Gebreselama                   | 30:29                                |
| 2022 | Homiyu Tesfaye                       | 28:15                                | Katharina Steinruck                  | 31:54                                |
| 2021 | wegen der COVID-19-Pandemie abgesagt | wegen der COVID-19-Pandemie abgesagt | wegen der COVID-19-Pandemie abgesagt | wegen der COVID-19-Pandemie abgesagt |
| 2020 | wegen der COVID-19-Pandemie abgesagt | wegen der COVID-19-Pandemie abgesagt | wegen der COVID-19-Pandemie abgesagt | wegen der COVID-19-Pandemie abgesagt |
| 2019 | Yasin Haji                           | 27:54                                | Asifa Kasegn                         | 31:39                                |
| 2018 | Emmanuel Kipchirchir Kiprono         | 27:26                                | Dorcas Jepchirchir Tuitoek           | 31:00                                |
| 2017 | Benard Kimeli                        | 27:18                                | Gladys Kimaina                       | 31:15                                |
| 2016 | Geoffrey Yegon                       | 28:21                                | Karoline Bjerkeli Grøvdal            | 31:33                                |
| 2015 | Homiyu Tesfaye                       | 27:51                                | Sutume Asefa Kebede                  | 31:47                                |
| 2014 | Frederick Ngeny                      | 28:27                                | Violah Jepchumba                     | 32:20                                |
| 2013 | Richard Kiprop                       | 28:00                                | Esther Chemtai Ndiema                | 31:45                                |
| 2012 | Mosinet Geremew                      | 27:53                                | Esther Chemtai Ndiema                | 31:36                                |
| 2011 | Titus Kipjumba Mbishei               | 28:05                                | Doris Chepkwemoi Changeywo           | 32:03                                |
| 2010 | Berhanu Delale                       | 27:51                                | Fate Tola                            | 32:04                                |
| 2009 | Peter Kamais Lotagor                 | 28:16                                | Irina Mikitenko                      | 31:22                                |
| 2008 | Martin Pröll                         | 28:46                                | Peninah Jerop Arusei                 | 31:42                                |
| 2007 | Moses Kipkosgei Kigen                | 28:02                                | Peninah Jerop Arusei                 | 31:46                                |
| 2006 | Rodgers Rop                          | 28:47                                | Peninah Jerop Arusei                 | 32:14                                |
| 2005 | Moses Kipkosgei Kigen                | 28:32                                | Eunice Jepkorir                      | 32:15                                |
| 2004 | Moses Kipkosgei Kigen                | 28:26                                | Eunice Jepkorir                      | 32:07                                |
| 2003 | Moses Kipkosgei Kigen                | 28:18                                | Irina Mikitenko                      | 31:28                                |
| 2002 | Rodgers Rop                          | 28:02                                | Lenah Jemutai Cheruiyot              | 31:19                                |
| 2001 | Richard Mutai                        | 28:30                                | Pamela Chepchumba                    | 31:27                                |
| 2000 | Benjamin Itok                        | 28:39                                | Restituta Joseph                     | 32:17                                |
| 1999 | Eliud Kurgat                         | 28:09                                | Tegla Loroupe                        | 31:23                                |
| 1998 | Carsten Eich                         | 28:22                                | Tegla Loroupe                        | 31:46                                |
| 1997 | Stéphane Franke                      | 28:23                                | Tegla Loroupe                        | 32:13                                |
| 1996 | Laban Chege                          | 28:09                                | Katrin Dörre-Heinig                  | 31:52                                |
| 1995 | Sammy Maritim                        | 28:31                                | Angelina Kanana                      | 32:11                                |
| 1994 | Tendai Chimusasa                     | 29:05                                | Angelina Kanana                      | 33:22                                |
| 1993 | Carsten Eich                         | 27:47                                | Jelena Schupijewa-Wjasowa            | 32:10                                |
| 1992 | Carsten Eich                         | 28:30                                | Katrin Dörre-Heinig                  | 32:56                                |
| 1991 | Jan Huruk                            | 28:48                                | Kerstin Preßler                      | 32:53                                |
| 1990 | Jan Huruk                            | 28:56                                | Grażyna Kowina                       | 33:31                                |
| 1989 | Eddy Hellebuyck                      | 29:27                                | Christina Mai                        | 33:29                                |
| 1988 | Michael Spöttel                      | 29:12                                | Sigrid Wulsch                        | 34:52                                |
| 1987 | Michael Spöttel                      | 29:37                                | Charlotte Teske                      | 33:10                                |
| 1986 | Uwe Mönkemeyer                       | 29:05                                | Heidi Hutterer                       | 34:44                                |
| 1985 | Cor Lambregts                        | 29:12                                | Christa Vahlensieck                  | 34:11                                |
| 1984 | Wolf-Dieter Poschmann                | 30:23                                | Gabriela Wolf                        | 35:09                                |
| 1983 | Ralf Salzmann                        | 29:18                                | Monika Lövenich                      | 32:54                                |
| 1982 | Günter Mielke                        | 30:07                                | Charlotte Teske                      | 32:33                                |
| 1981 | Manfred Schönberg                    | 29:52                                | Bernadette Hudy                      | 37:23                                |
| 1980 | Friedrich Räker                      | 30:55                                | Christel Eilhoff                     | 38:31                                |
| 1979 | Willi Jungbluth                      | 30:46                                | Marie Jeanne Reuter (LUX)            | 38:13                                |
| 1978 | Horst Wegner                         | 30:48                                | Ulrike Heinz                         | 37:08                                |
| 1977 | Dieter Wiethage                      | 31:16                                | Helga Terhorst                       | 42:42                                |
| 1976 | Jürgen Schulz                        | 31:19                                | Rita Musiol                          | 39:22                                |
| 1975 | Dieter Brand                         | 31:00                                | Rita Musiol                          | 38:14                                |
| 1974 | Reinhard Rasch                       | 31:36                                | Karin Krüger                         | 37:44                                |

Quellen der Ergebnisse: 

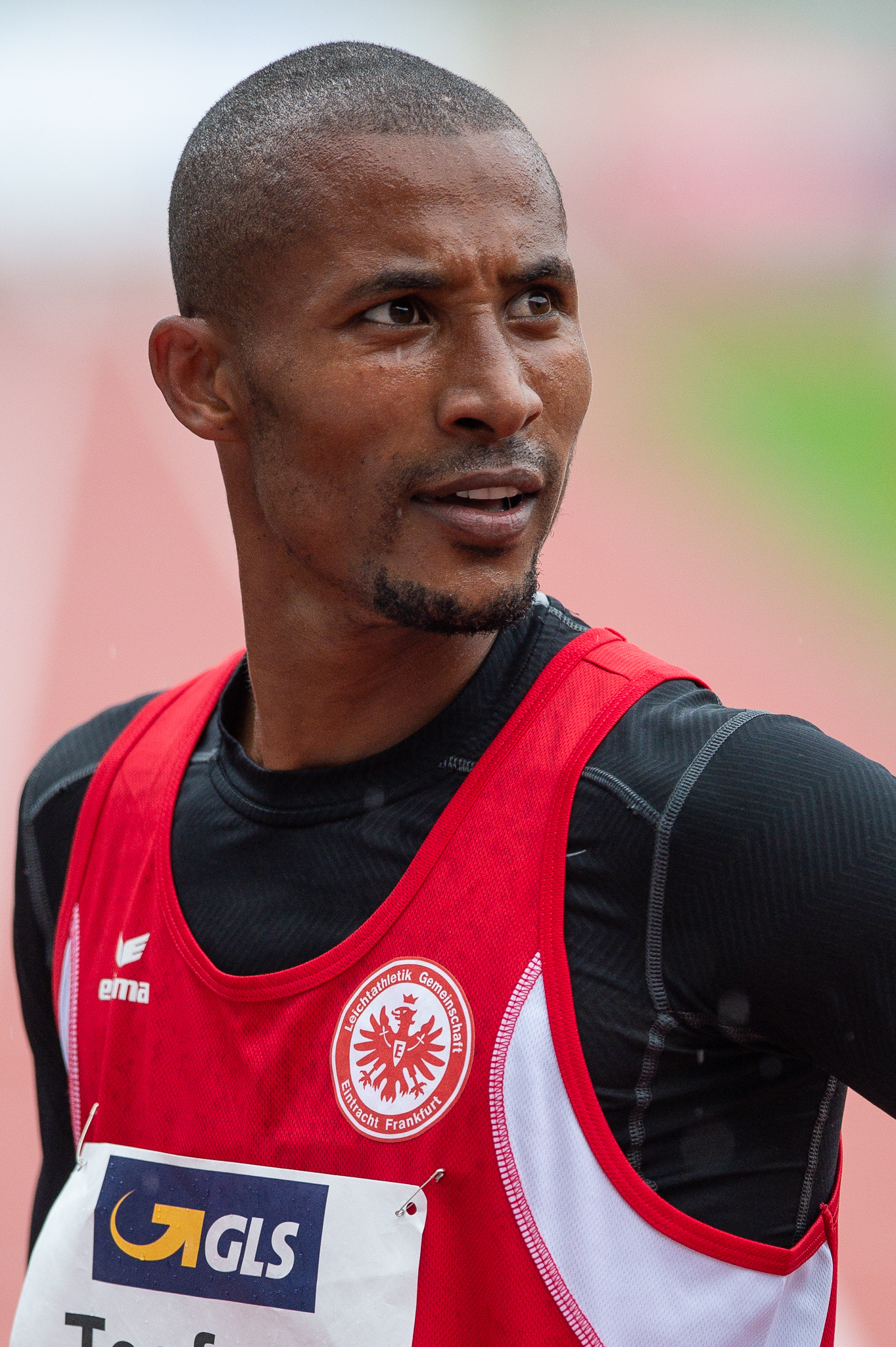
Homiyu Tesfaye gewann den 10-km-Lauf 2015 und 2022
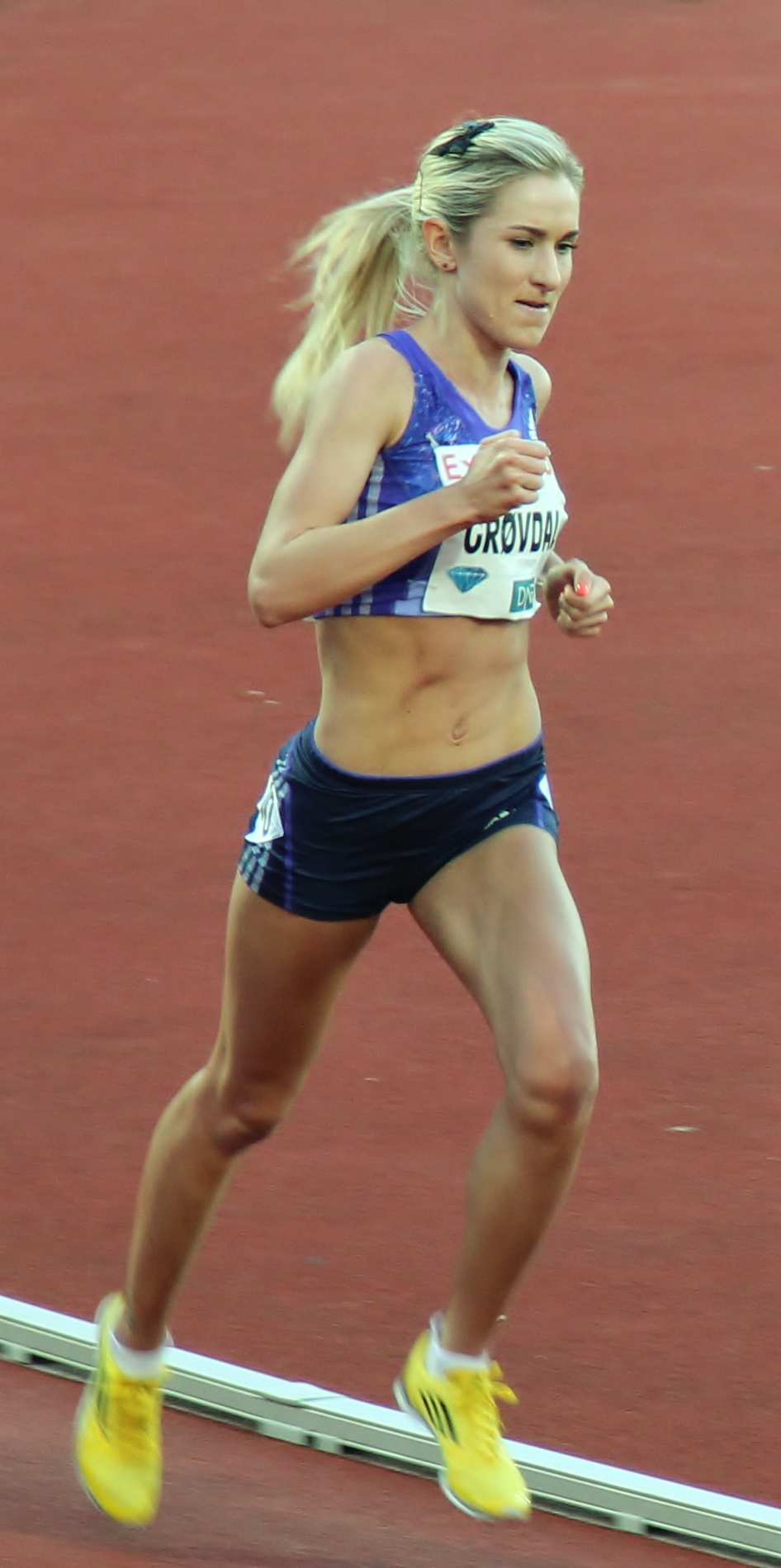
Karoline Bjerkeli Grøvdal, die Siegerin von 2016
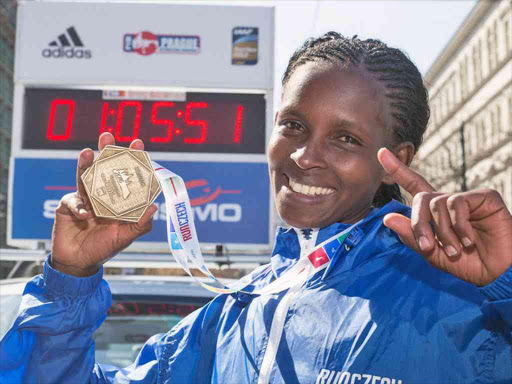
Violah Jepchumba, die Siegerin von 2014
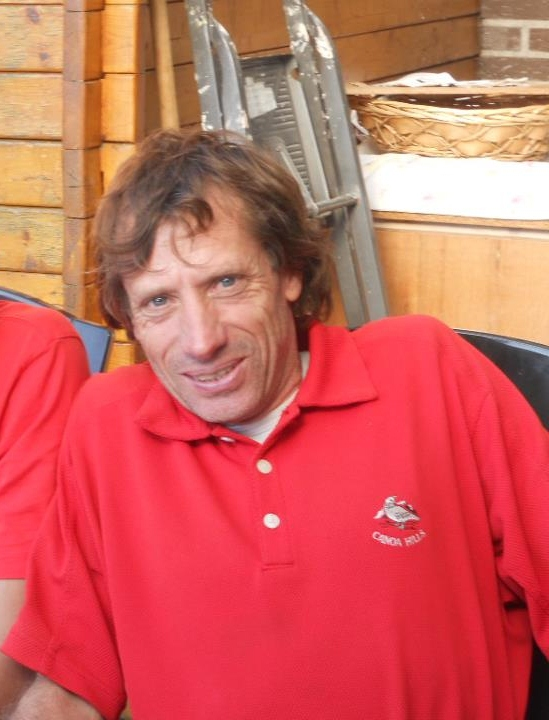
Eddy Hellebuyck der Sieger von 1989

### Halbmarathon
Der Halbmarathon wurde im Jahr 1993 das erste Mal ausgetragen. Er ersetzte den bis dahin gelaufenen 25-km-Lauf. Den aktuellen Streckenrekord stellte der spätere Weltmeister von 2015 im Marathon Ghirmay Ghebreslassie im Jahr 2013 auf. Die Deutsche Irina Mikitenko stellte fünf Jahre zuvor, im Jahr 2008, den Streckenrekord bei den Frauen auf.
Im Jahr 2025 wurde der Halbmarathon-Wettbewerb der Deutschen Meisterschaften im Rahmen des Paderborner Osterlaufes ausgetragen. Diesen konnten Luca Madeo bei den Männern und Esther Pfeiffer bei den Frauen für sich entscheiden.
Streckenrekorde
- Männer: 1:00:07 h, Ghirmay Ghebreslassie (ERI), 2013
- Frauen: 1:08:51 h, Irina Mikitenko (GER), 2008

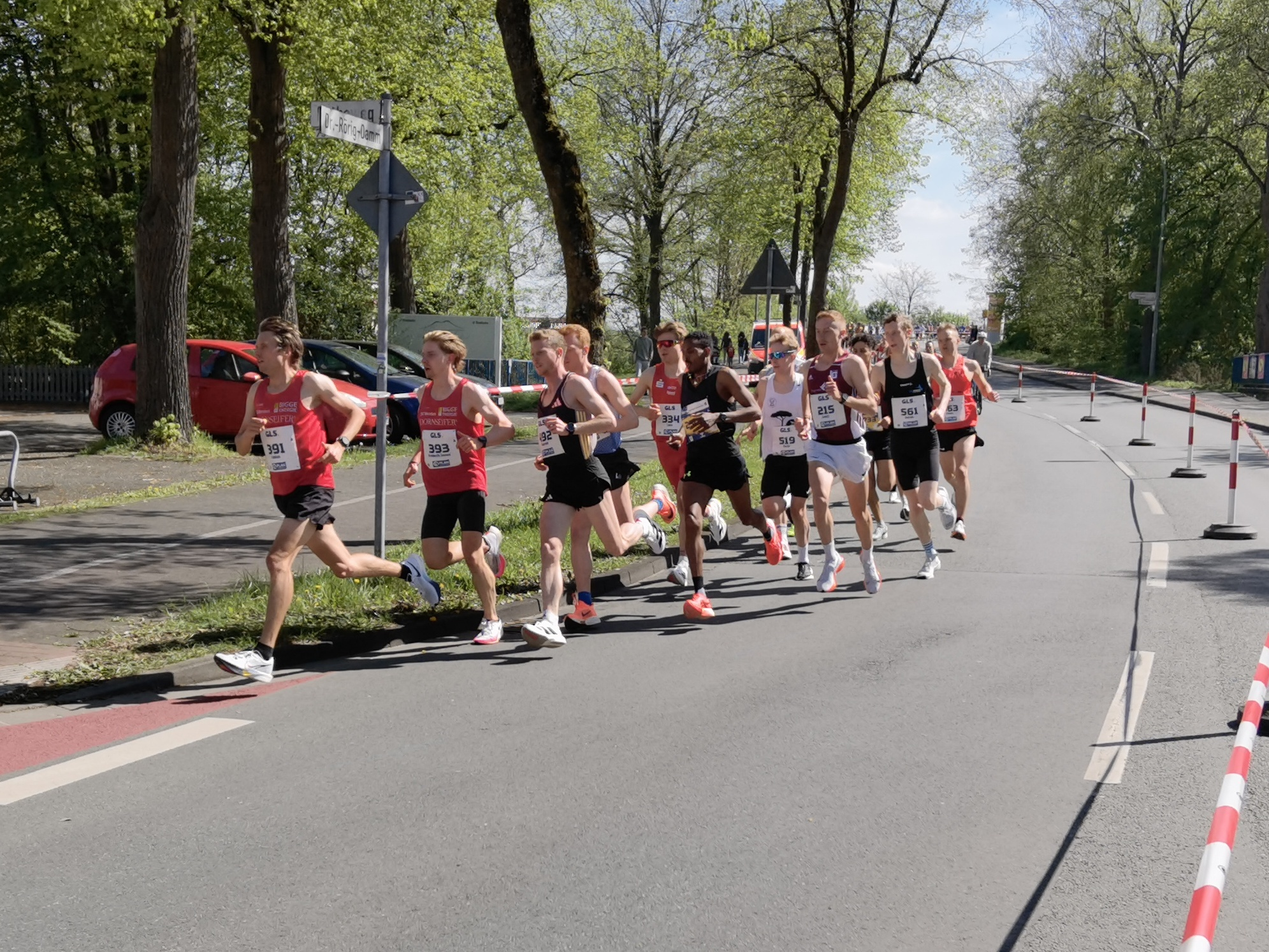
Das Führungsfeld beim Osterlauf 2025

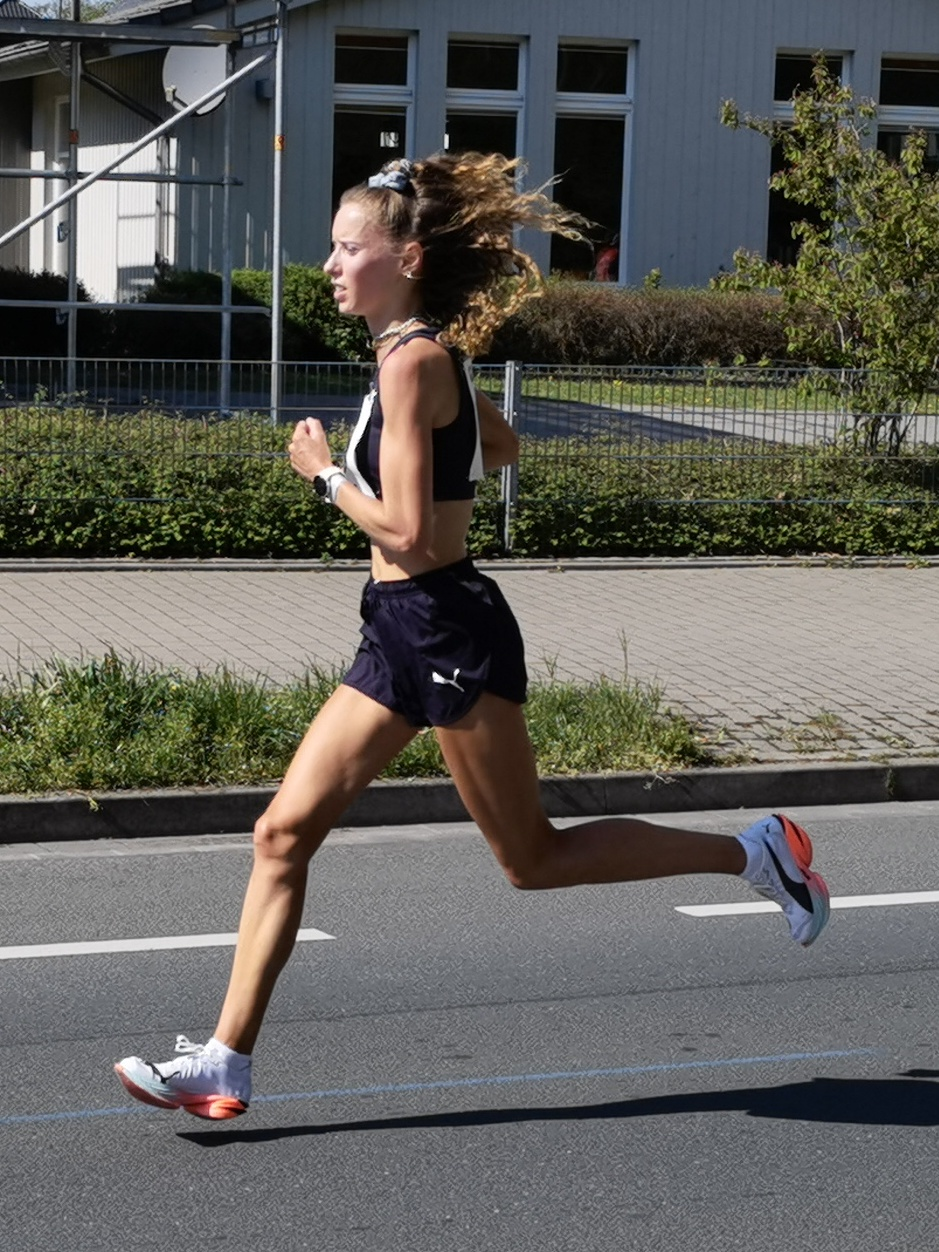
Esther Pfeiffer bei Ihrem Sieg 2025

Siegerliste
| Datum         | Männer                               | Zeit                                 | Frauen                               | Zeit                                 |
| ------------- | ------------------------------------ | ------------------------------------ | ------------------------------------ | ------------------------------------ |
| 20. Apr. 2025 | Luca Madeo                           | 1:05:20                              | Esther Pfeiffer                      | 1:10:01                              |
| 30. März 2024 | Florian Bochert                      | 1:07:45                              | Sylvie Müller                        | 1:19:53                              |
| 8. Apr. 2023  | Niklas Dellke                        | 1:11:34                              | Ann-Christin Opitz                   | 1:19:02                              |
| 16. Apr. 2022 | Jannik Ernst                         | 1:07:00                              | Emma Waldschmidt                     | 1:25:15                              |
| 2021          | wegen der COVID-19-Pandemie abgesagt | wegen der COVID-19-Pandemie abgesagt | wegen der COVID-19-Pandemie abgesagt | wegen der COVID-19-Pandemie abgesagt |
| 2020          | wegen der COVID-19-Pandemie abgesagt | wegen der COVID-19-Pandemie abgesagt | wegen der COVID-19-Pandemie abgesagt | wegen der COVID-19-Pandemie abgesagt |
| 20. Apr. 2019 | Victor Kiplangat                     | 1:01:45                              | Besu Sado                            | 1:10:34                              |
| 31. März 2018 | Philemon Kacherian                   | 1:01:54                              | Cynthia Jerop                        | 1:12:53                              |
| 15. Apr. 2017 | Patrick Kimeli                       | 1:02:28                              | Tabitha Wambui Gichia                | 1:10:08                              |
| 26. März 2016 | Nicholas Kipchirchir Korir           | 1:01:44                              | Fate Tola                            | 1:09:51                              |
| 4. Apr. 2015  | Abraham Kipkemoi Yano                | 1:01:06                              | Maryanne Wangari Wanjiru             | 1:11:12                              |
| 19. Apr. 2014 | Fantahun Hunegnaw                    | 1:02:16                              | Letebrhan Haylay                     | 1:09:45                              |
| 30. März 2013 | Ghirmay Ghebreslassie                | 1:00:09                              | Eunice Mumbua Kioko                  | 1:10:59                              |
| 7. Apr. 2012  | Philemon Rono Cherop                 | 1:00:58                              | Jacqueline Nytepi Kiplimo            | 1:11:04                              |
| 23. Apr. 2011 | Sammy Korir                          | 1:03:16                              | Abebech Afework                      | 1:12:45                              |
| 3. Apr. 2010  | Charles Wachira Maina                | 1:01:13                              | Hellen Jemaiyo Kimutai               | 1:13:57                              |
| 11. Apr. 2009 | Stephen Koech                        | 1:02:34                              | Susanne Hahn                         | 1:13:19                              |
| 22. März 2008 | Charles Ngolepus                     | 1:01:24                              | Irina Mikitenko                      | 1:08:51                              |
| 7. Apr. 2007  | Abel Kirui                           | 1:01:32                              | Beatrice Omwanza                     | 1:11:15                              |
| 15. Apr. 2006 | Moses Kipkosgei Kigen                | 1:01:30                              | Carolyne Kiptoo                      | 1:10:53                              |
| 26. März 2005 | Elijah Kipruto Sang                  | 1:01:49                              | Beatrice Omwanza                     | 1:11:32                              |
| 10. Apr. 2004 | Stanley Kipkosgei Salil              | 1:01:53                              | Petra Kamínková                      | 1:12:19                              |
| 19. Apr. 2003 | Tendai Chimusasa                     | 1:02:04                              | Petra Kamínková                      | 1:13:17                              |
| 30. März 2002 | Tendai Chimusasa                     | 1:02:39                              | Luminita Zaituc                      | 1:09:50                              |
| 14. Apr. 2001 | Christopher Kandie                   | 1:02:23                              | Petra Drajzajtlová                   | 1:12:49                              |
| 22. Apr. 2000 | John Lagat                           | 1:04:53                              | Mary Ptikany                         | 1:15:52                              |
| 3. Apr. 1999  | Joseph Mareng                        | 1:02:13                              | Susan Chepkemei                      | 1:10:07                              |
| 11. Apr. 1998 | Clement Kiprotich                    | 1:02:38                              | Joyce Chepchumba                     | 1:10:34                              |
| 29. März 1997 | Simon Lopuyet                        | 1:03:44                              | Joyce Chepchumba                     | 1:09:42                              |
| 6. Apr. 1996  | Wilson Musto                         | 1:03:49                              | Claudia Lokar                        | 1:10:09                              |
| 15. Apr. 1995 | Anthony Mwingereza                   | 1:03:06                              | Joyce Chepchumba                     | 1:12:40                              |
| 2. Apr. 1994  | Andrew Eyapan                        | 1:02:27                              | Claudia Lokar                        | 1:12:00                              |
| 10. Apr. 1993 | Tendai Chimusasa                     | 1:02:15                              | Ljudmila Matwejewa                   | 1:13:08                              |

Quellen der Ergebnisse: 

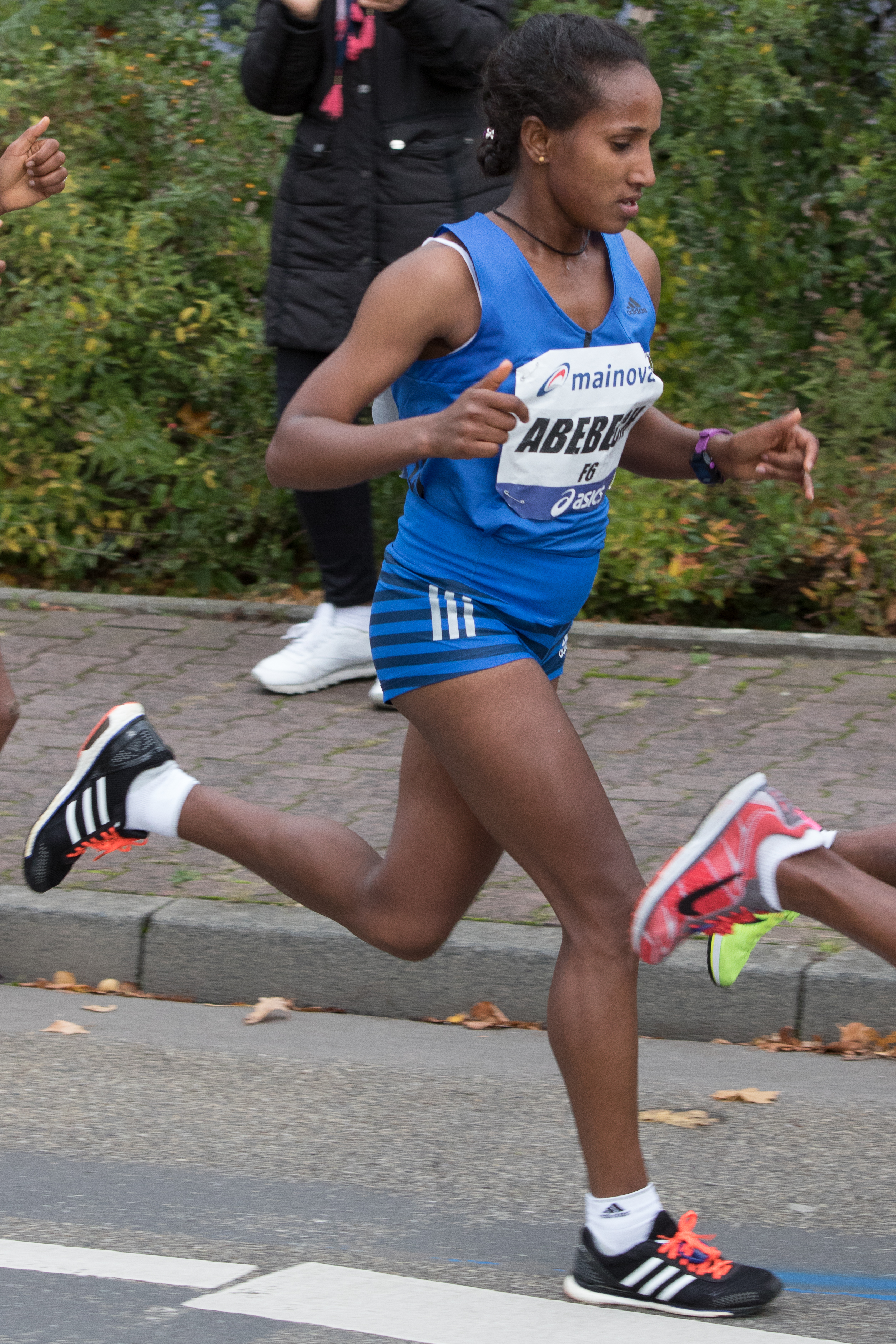
Abebech Afework die Siegerin von 2011
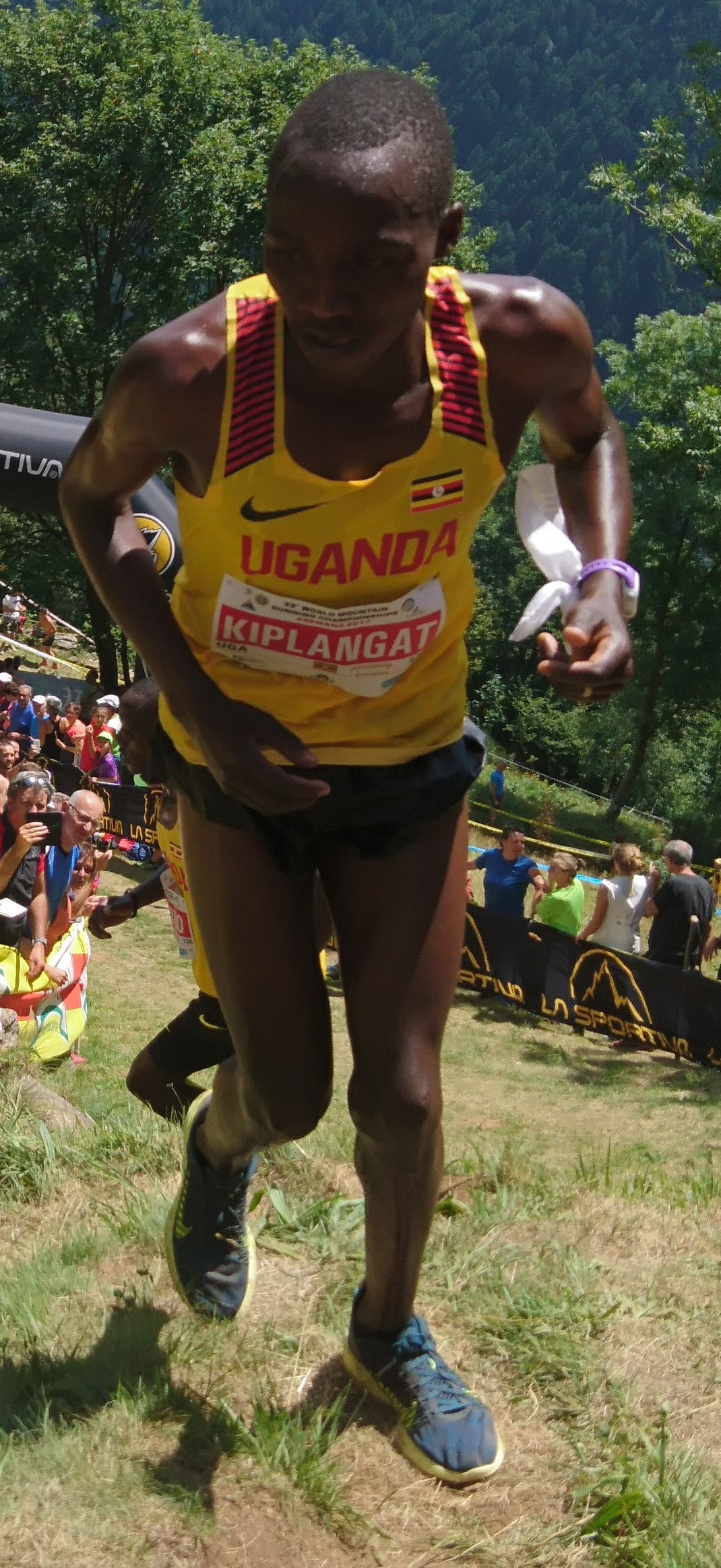
Victor Kiplangat der Sieger von 2019
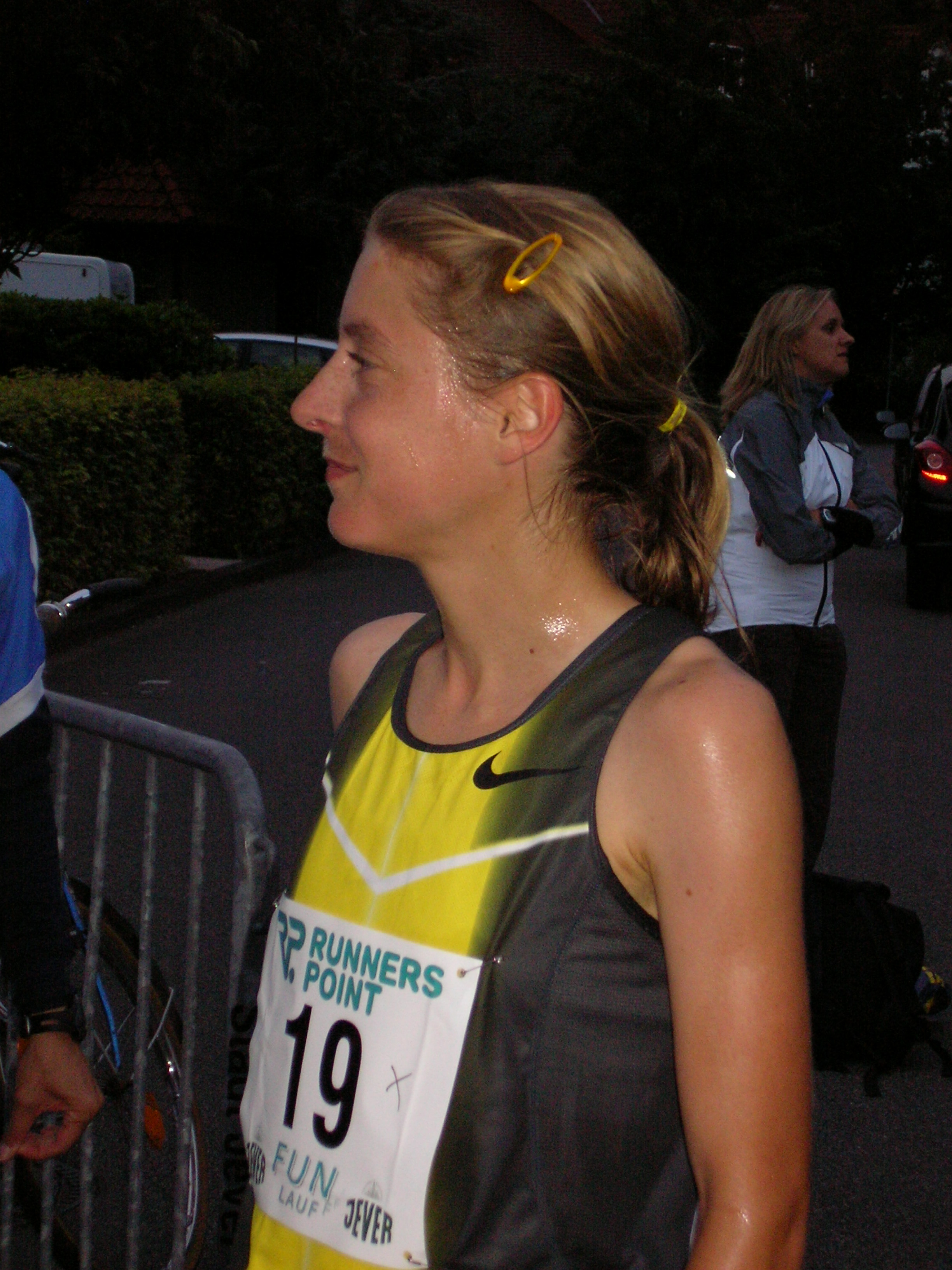
Susanne Hahn die Siegerin von 2009
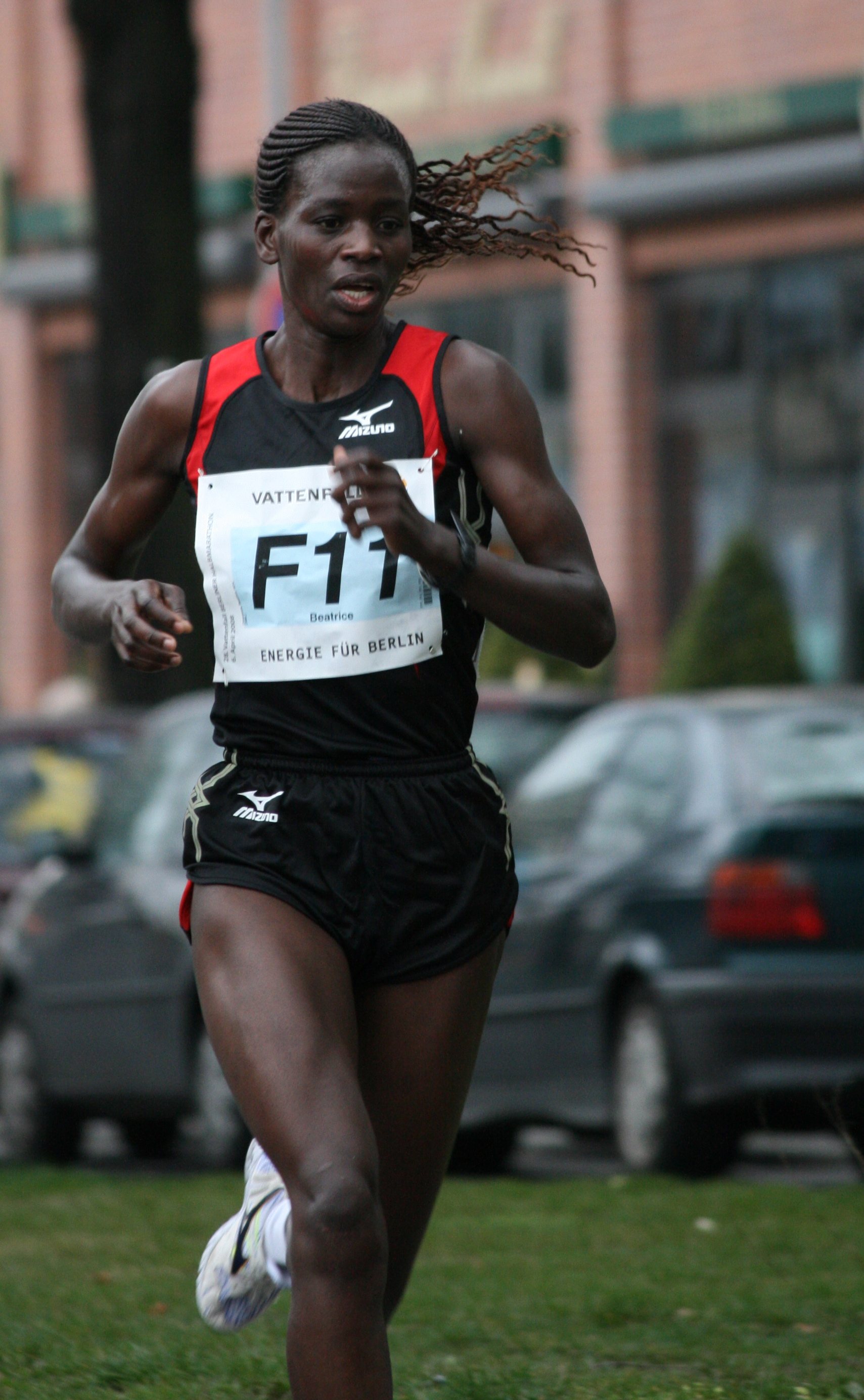
Beatrice Omwanza die Siegerin von 2005

## Ehemalige Wettbewerbe

### 25 km (1961–1992)

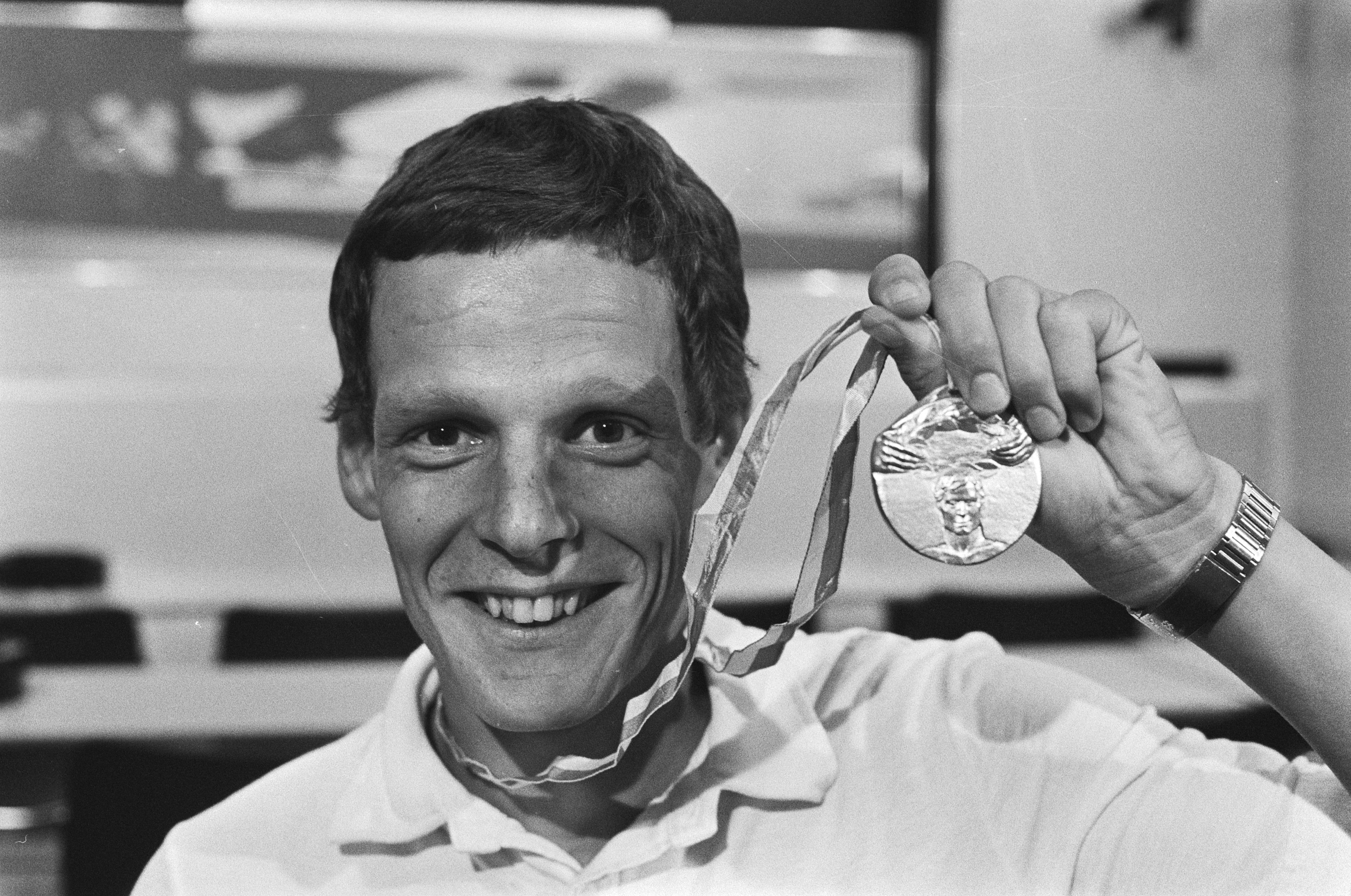
Gerard Nijboer, Silbermedaillengewinner im Marathon bei den olympischen Spielen 1980, gewann 1979 den 25-km-Lauf

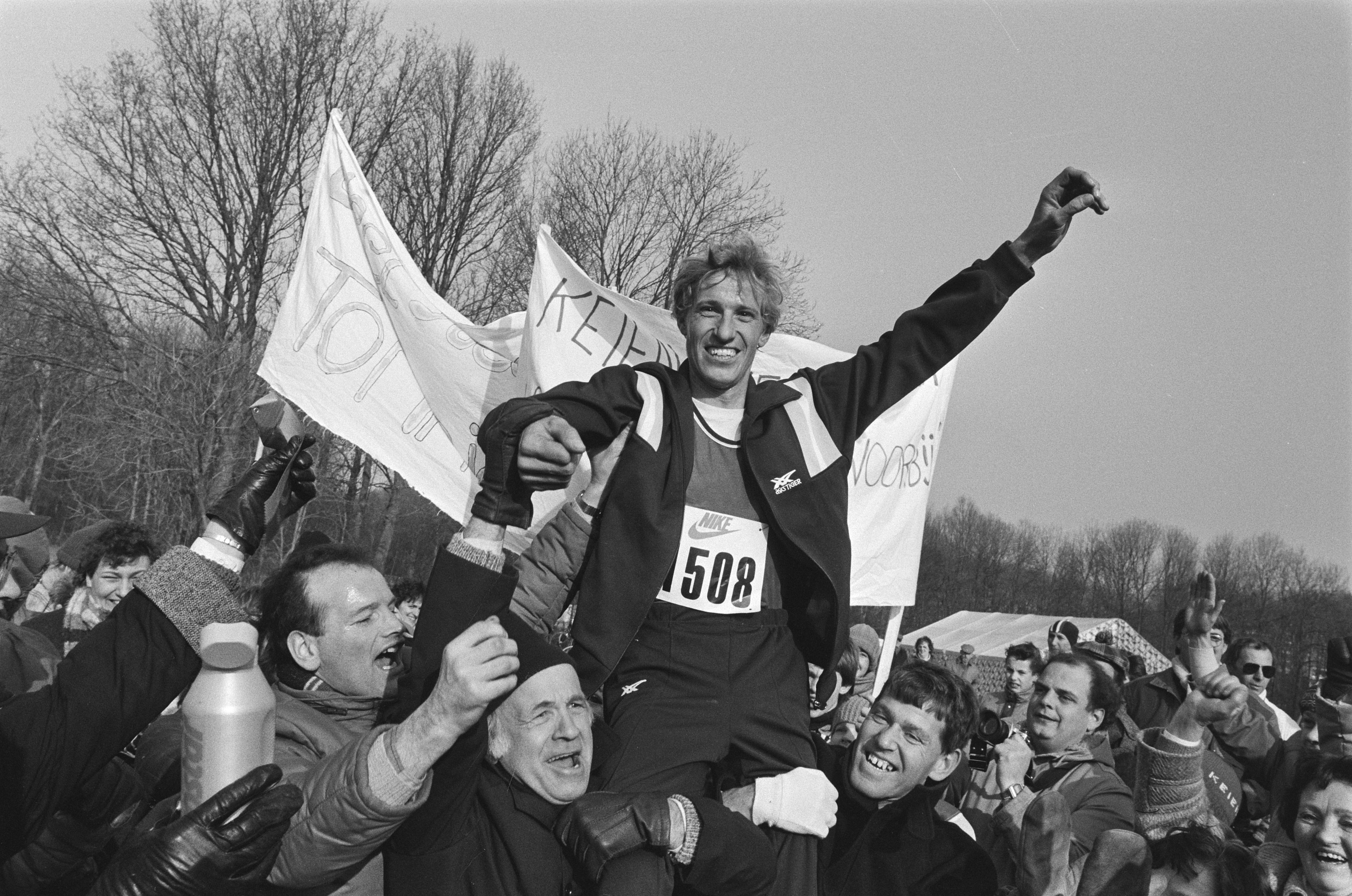
Tonnie Dirks, mehrmaliger niederländischer Meister, gewann 1989 und 1991 den 25-km-Lauf

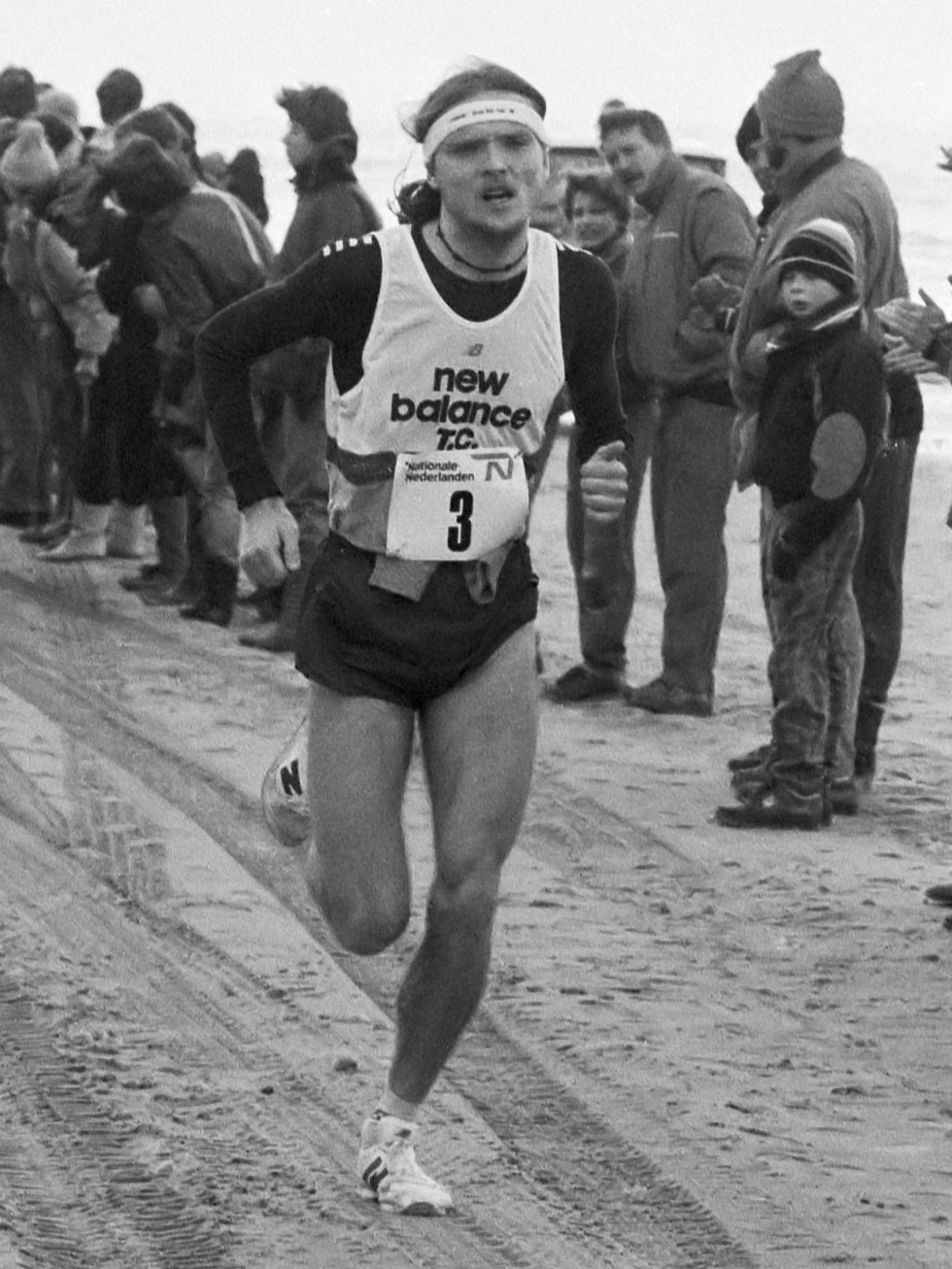
Henrik Jørgensen, mehrmaliger dänischer Meister, gewann 1987 den 25-km-Lauf

| Datum         | Männer                 | Zeit    | Frauen              | Zeit    |
| ------------- | ---------------------- | ------- | ------------------- | ------- |
| 18. Apr. 1992 | Julius Sumawe          | 1:18:43 | Marina Beljajewa    | 1:30:57 |
| 30. März 1991 | Tonnie Dirks           | 1:15:22 | Ursula Starke       | 1:31:25 |
| 14. Apr. 1990 | Ivan Uvízl             | 1:15:22 | Monika Lieske       | 1:28:15 |
| 25. März 1989 | Tonnie Dirks           | 1:15:27 | Ľudmila Melicherová | 1:28:53 |
| 2. Apr. 1988  | Udo Reeh               | 1:17:21 | Renata Kokowska     | 1:27:33 |
| 18. Apr. 1987 | Henrik Jørgensen       | 1:16:49 | Karolina Szabó      | 1:25:56 |
| 29. März 1986 | Kurt Stenzel           | 1:16:09 | Grete Waitz         | 1:22:28 |
| 6. Apr. 1985  | Georg Kowohl           | 1:16:17 | Wilma Rusman        | 1:30:17 |
| 21. Apr. 1984 | Cor Lambregts          | 1:16:51 | Dorthe S. Rasmussen | 1:28:32 |
| 2. Apr. 1983  | Michael Spöttel        | 1:14:50 | Dorthe S. Rasmussen | 1:25:23 |
| 10. Apr. 1982 | Hugh Jones             | 1:14:18 | Annie van Stiphout  | 1:28:54 |
| 18. Apr. 1981 | Karl Fleschen          | 1:15:56 | Vreni Forster       | 1:34:38 |
| 5. Apr. 1980  | Allan Zachariasen      | 1:18:47 | Marja Wokke         | 1:31:38 |
| 14. Apr. 1979 | Gerard Nijboer         | 1:18:02 | Jeanny Raach        | 1:43:26 |
| 25. März 1978 | Roelof Veld            | 1:18:10 | Irene Pirang        | 1:34:32 |
| 9. Apr. 1977  | Edmundo Warnke         | 1:14:20 | Christa Vahlensieck | 1:30:12 |
| 17. Apr. 1976 | Edward Łęgowski        | 1:17:44 | Manuela Preuß       | 1:30:34 |
| 29. März 1975 | Wolf-Dieter Poschmann  | 1:18:58 | Waltraud Fajeruzoff | 1:44:24 |
| 13. Apr. 1974 | Geert Jansen           | 1:17:16 | ---                 | ---     |
| 21. Apr. 1973 | Jørn Lauenborg         | 1:17:48 | ---                 | ---     |
| 1. Apr. 1972  | Anthony Moore          | 1:15:24 | ---                 | ---     |
| 10. Apr. 1971 | Anthony Moore          | 1:15:42 | ---                 | ---     |
| 28. März 1970 | Lutz Philipp           | 1:19:00 | ---                 | ---     |
| 5. Apr. 1969  | Karl-Heinz Sievers     | 1:19:42 | ---                 | ---     |
| 13. Apr. 1968 | Manfred Steffny        | 1:18:25 | ---                 | ---     |
| 25. März 1967 | Graham Taylor          | 1:18:17 | ---                 | ---     |
| 9. Apr. 1966  | Hubert Riesner         | 1:18:52 | ---                 | ---     |
| 17. Apr. 1965 | Karl-Heinz Paetow -3-  | 1:20:15 | ---                 | ---     |
| 28. März 1964 | Karl-Heinz Paetow -2-  | 1:19:43 | ---                 | ---     |
| 13. Apr. 1963 | Karl-Heinz Paetow      | 1:20:00 | ---                 | ---     |
| 21. Apr. 1962 | Aurèle Vandendriessche | 1:20:18 | ---                 | ---     |
| 3. Apr. 1961  | Jürgen Wedeking        | 1:22:09 | ---                 | ---     |

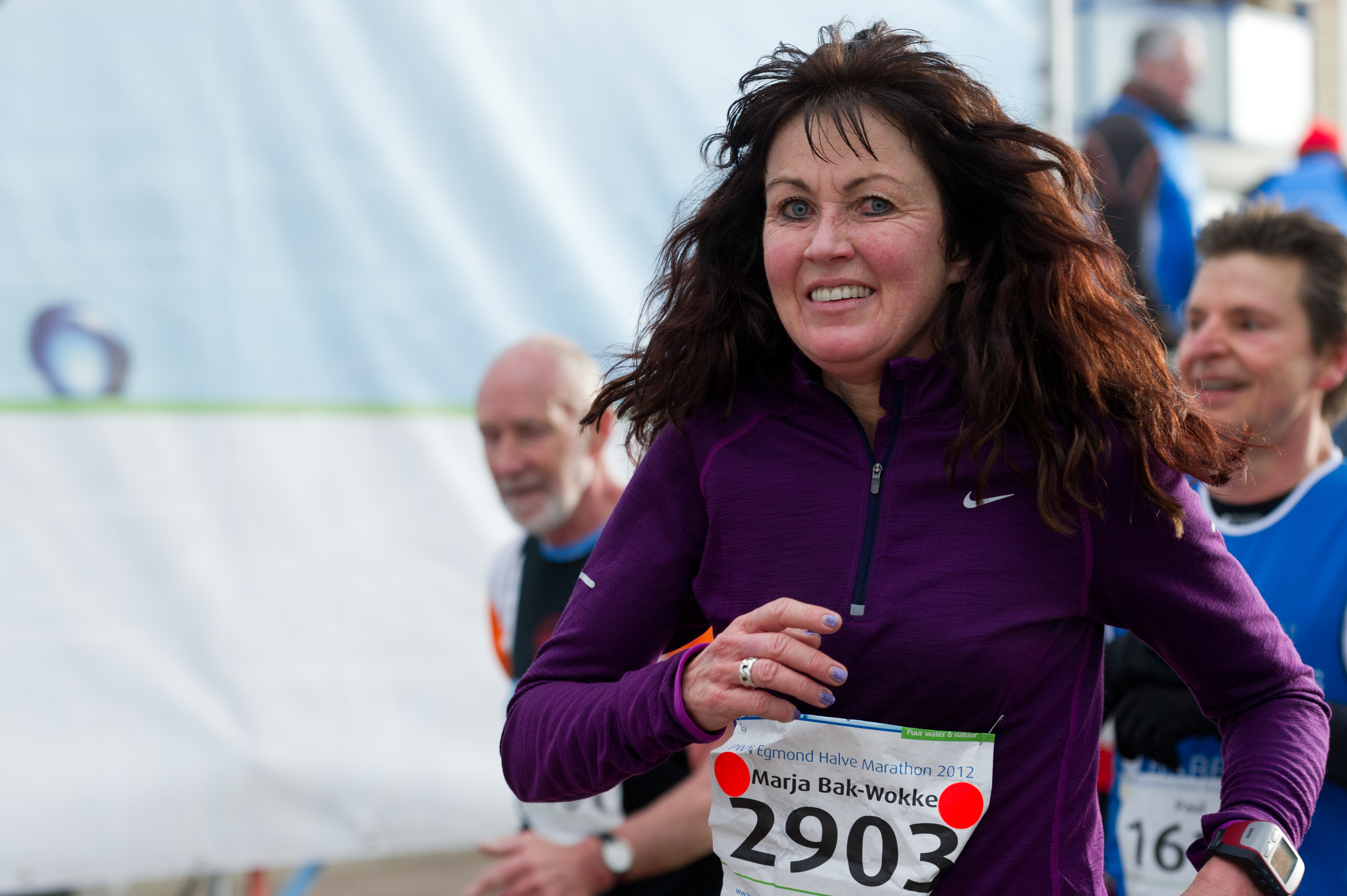
Marja Wokke gewann 1980 den 25-km-Lauf
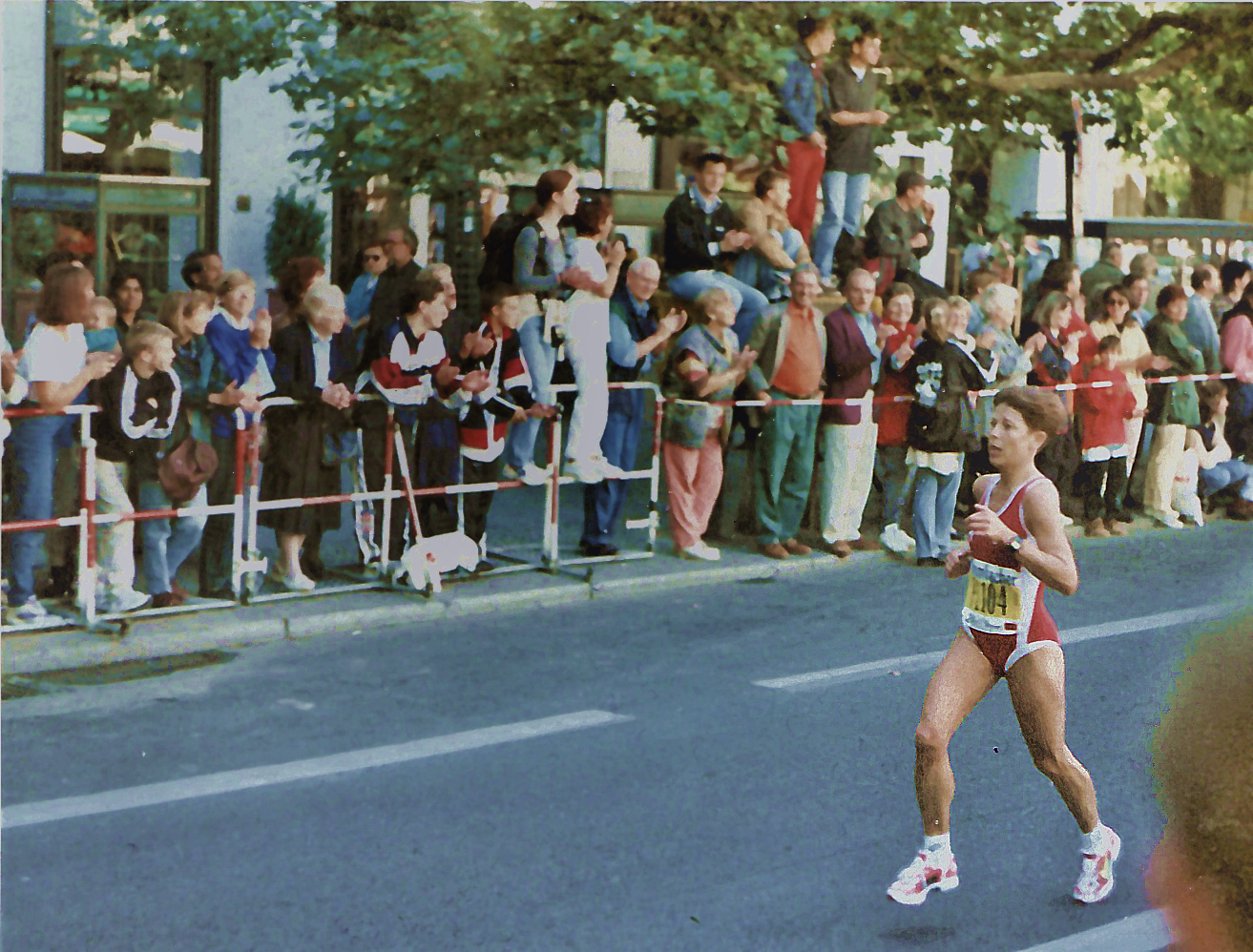
Renata Kokowska gewann 1988 den 25-km-Lauf
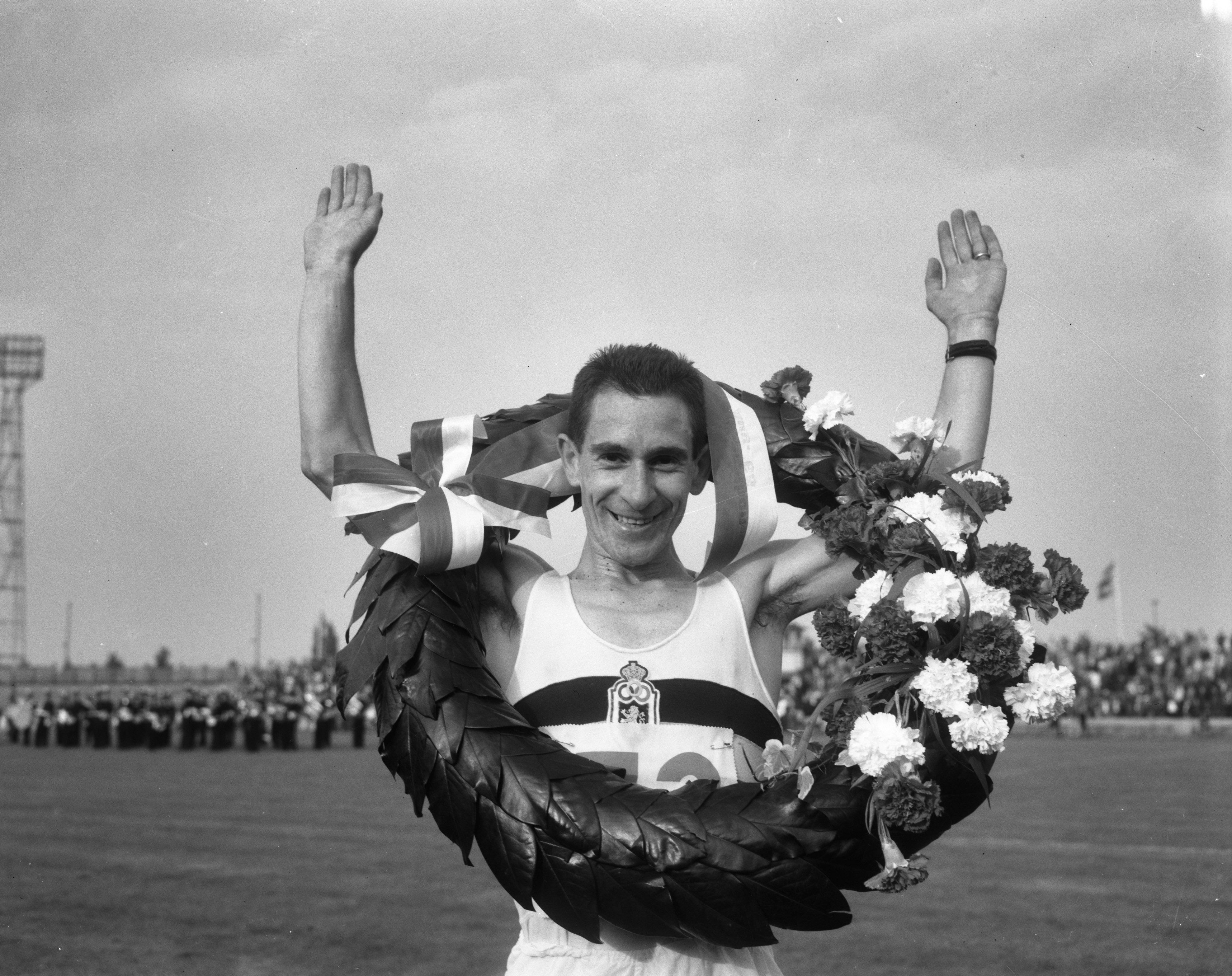
Aurèle Vandendriessche, mehrmaliger belgischer Meister, gewann 1962 den 25-km-Lauf
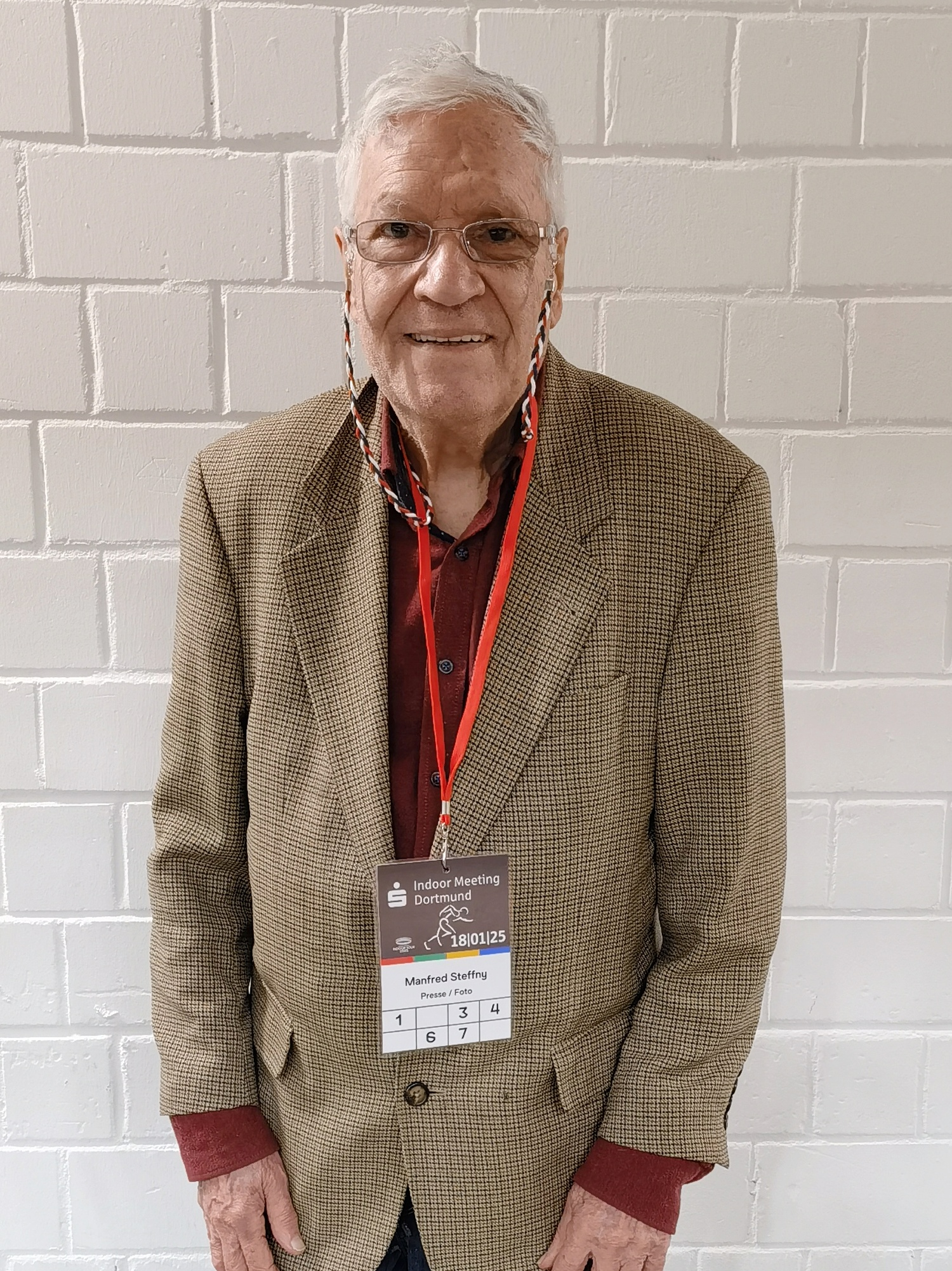
Manfred Steffny gewann 1968 den 25-km-Lauf
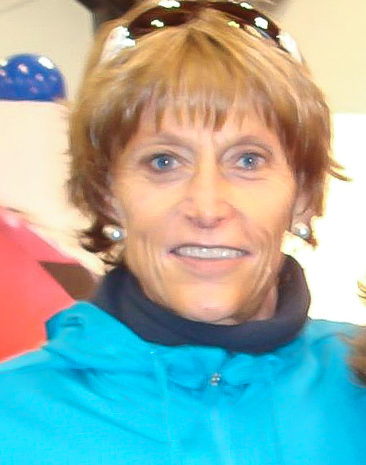
Grete Waitz, ehemalige Weltrekordhalterin im Marathon, gewann 1986 den 25-km-Lauf

### Osterlauf (1947–1960)

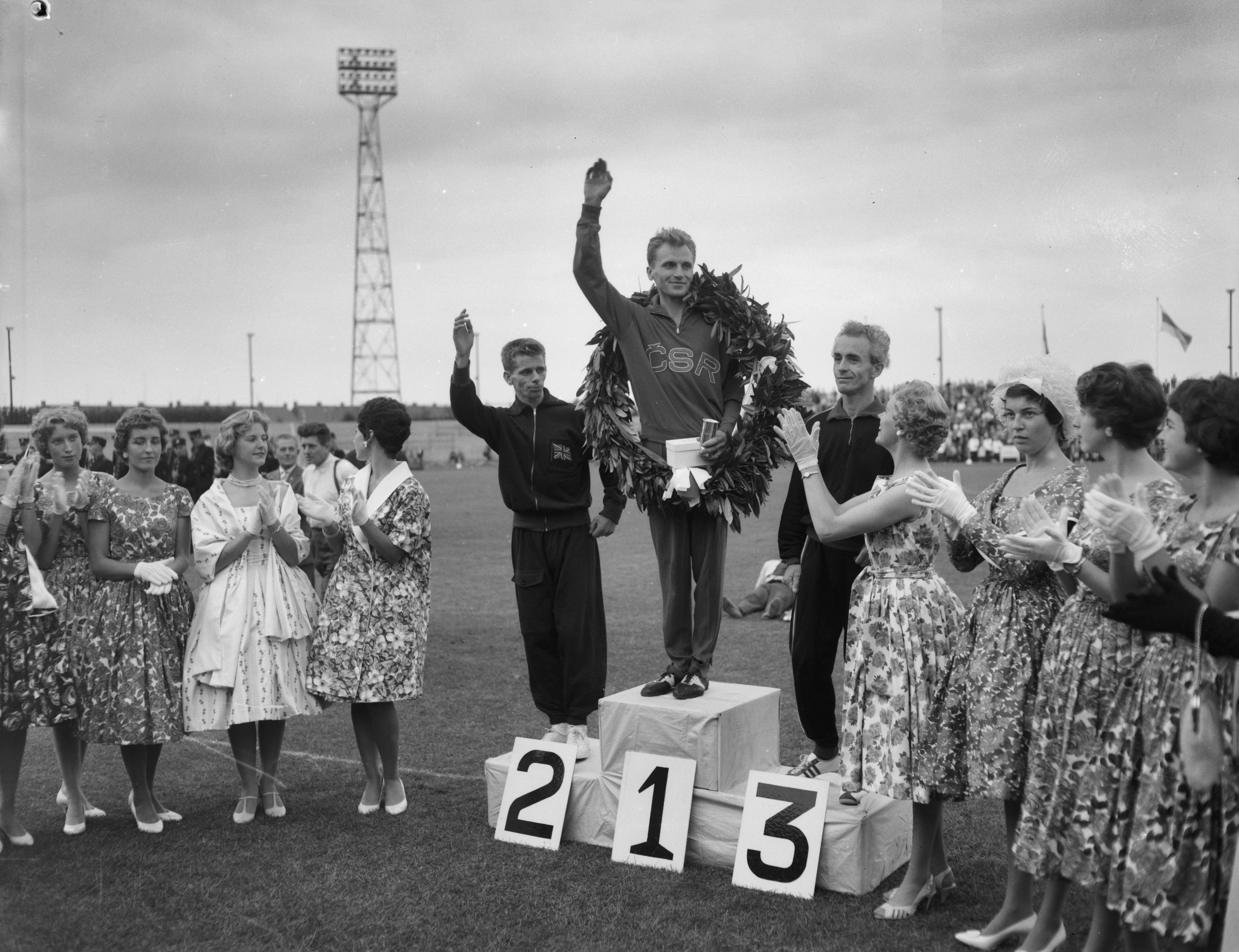
Adolf Gruber (3. Platz) gewann 1958 den Osterlauf

| Datum          | Streckenlänge | Männer                 | Zeit    |
| -------------- | ------------- | ---------------------- | ------- |
| 18. Apr. 1960  | 30 km         | Frans Kunen            | 1:35:15 |
| 30. März 1959  | 30 km         | Lothar Beckert         | 1:38:33 |
| 7. Apr. 1958   | 30 km         | Adolf Gruber           | 1:36:45 |
| 22. Apr. 1957  | 30 km         | Kurt Hartung -2-       | 1:38:22 |
| 2. Apr. 1956   | 25 km         | Kurt Hartung           | 1:26:55 |
| 11. Apr. 1955  | 30 km         | Adrianus van der Zande | 1:41:40 |
| 19. Apr. 1954  | 21,1 km       | Hans Vollbach -2-      | 1:09:10 |
| 5. Apr. 1953 1 | 25 km         | Hans Vollbach          | 1:30:18 |
| 14. Apr. 1952  | 30 km         | Ludwig Warnemünde      | 1:46:06 |
| 26. März 1951  | 20 km         | Gerd von Hanu-Krüger   | 1:07:09 |
| 10. Apr. 1950  | 20 km         | Josef Legge -2-        | 1:09:21 |
| 17. Apr. 1949  | 16,75 km      | Josef Legge            | 58:48   |
| 18. Apr. 1948  | 3,35 km       | Hans Westermann        |         |
| 20. Apr. 1947  | 3,35 km       | Paul Ulbrich           |         |

## Galerie

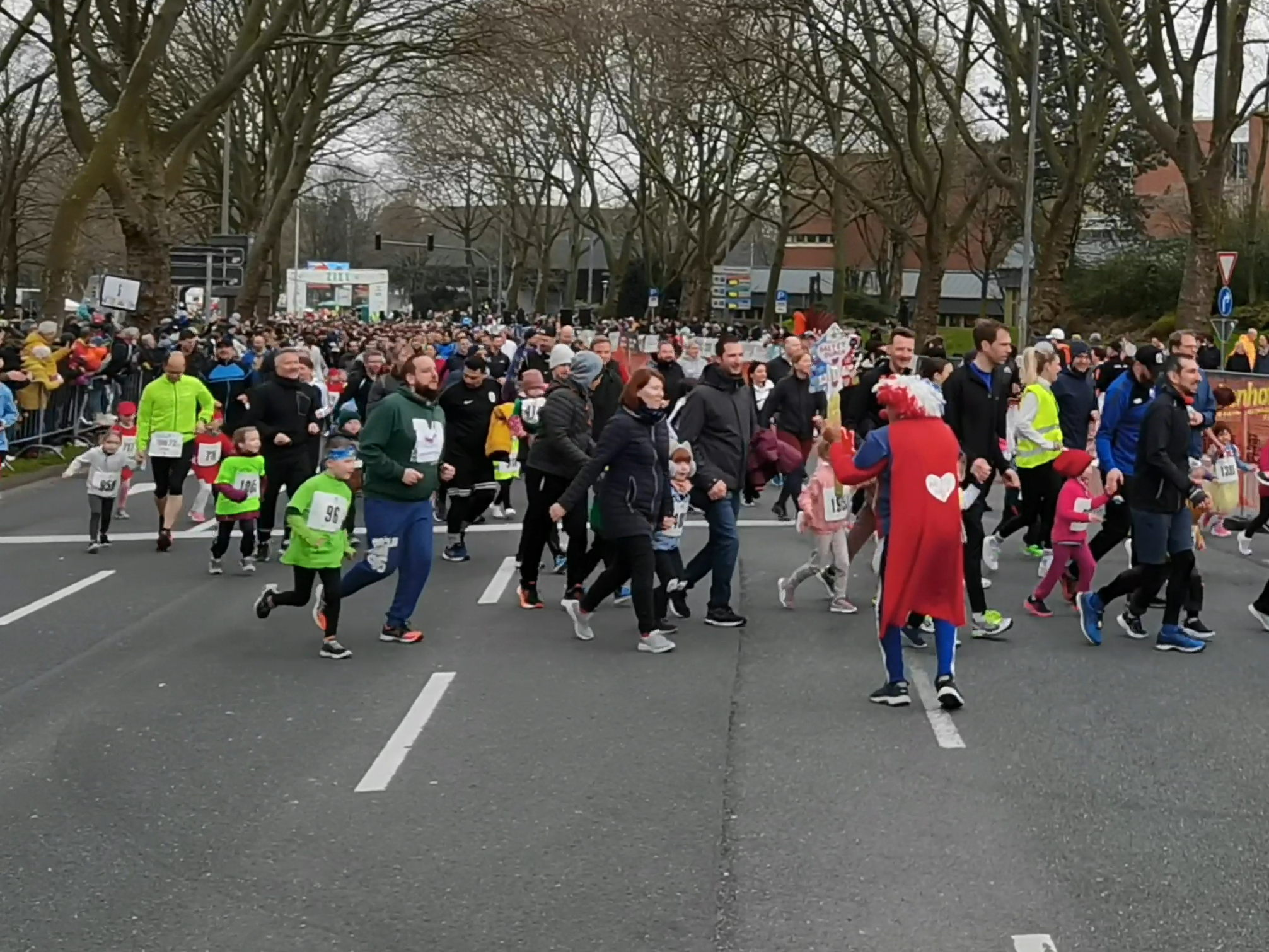
Bambinilauf 2023
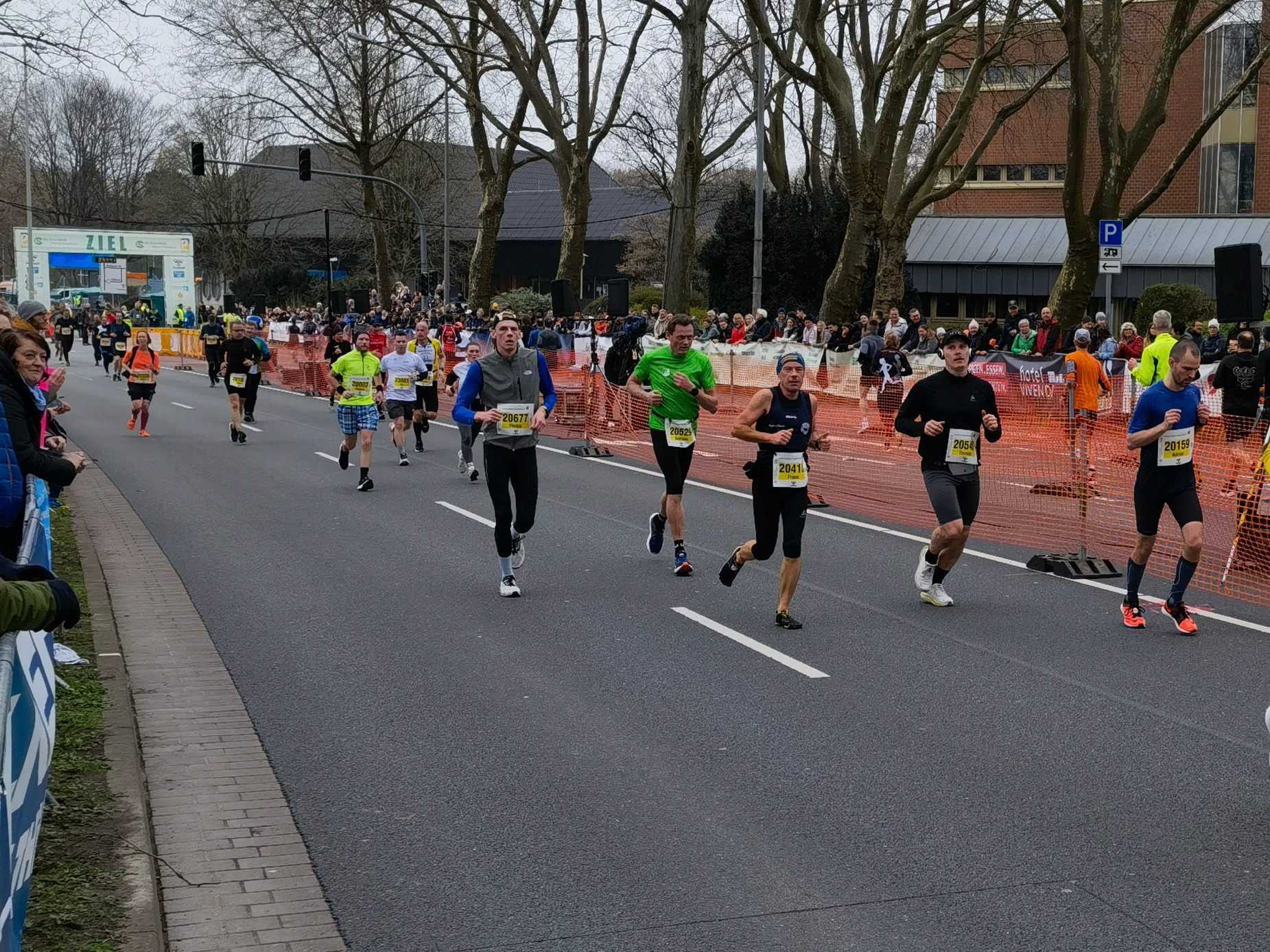
Wendepunkt im Start- und Zielbereich
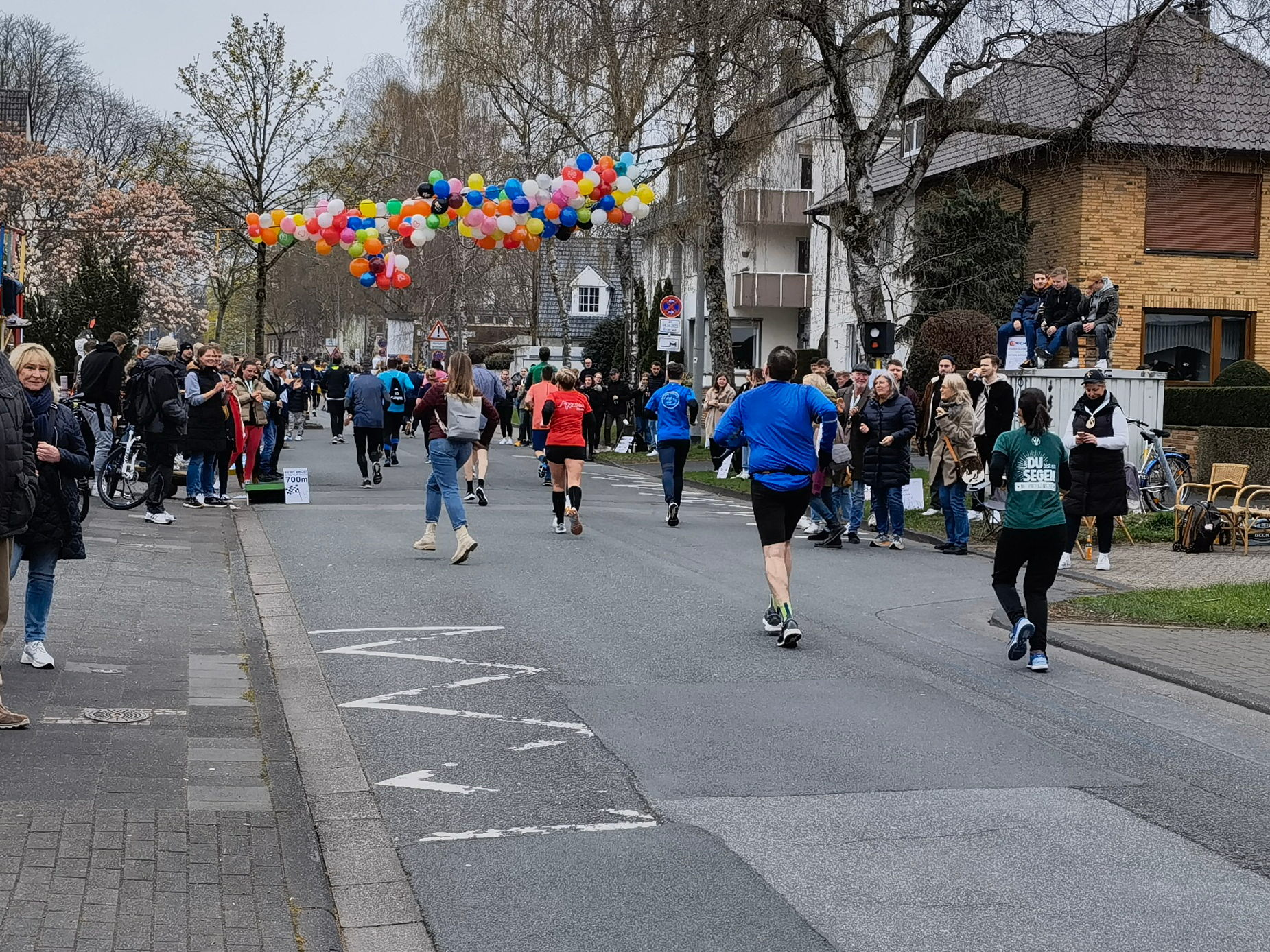
Läufer beim Paderborner Osterlauf 2023
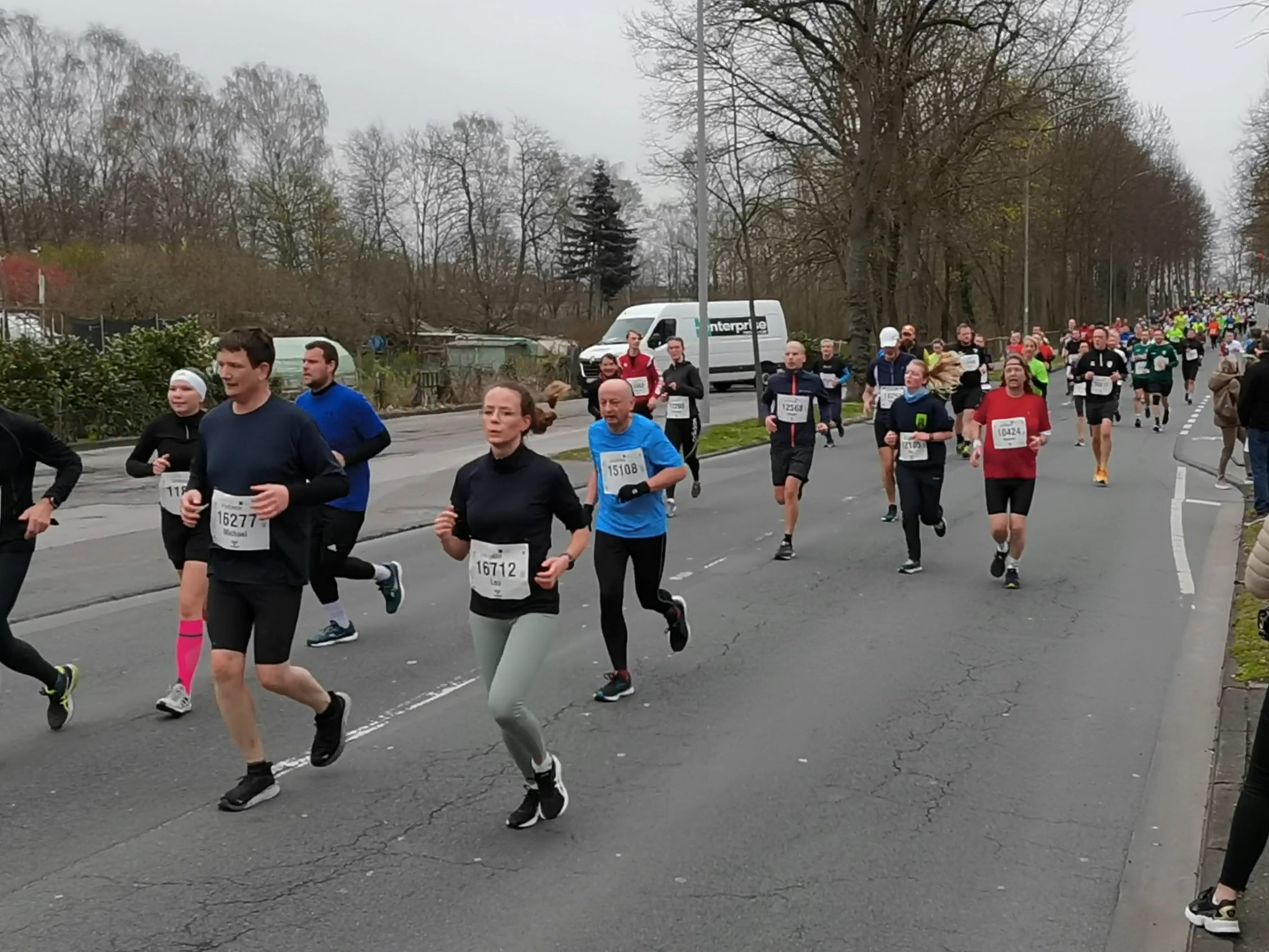
Läufer auf der Strecke beim Osterlauf 2023